# Toponimi italiani dell'Istria

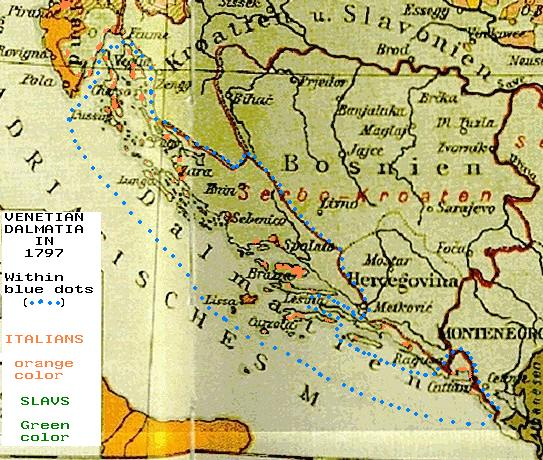
Mappa linguistica austriaca del 1896, su cui sono riportati i confini (segnati con pallini blu) della Dalmazia veneziana nel 1797. In arancione sono evidenziate le zone dove la lingua madre più diffusa era l'italiano, mentre in verde quelle dove erano più diffuse le lingue slave

Elenco dei toponimi italiani della Venezia Giulia e dell'Istria

## Zona del Goriziano (Goriška)

### Comune di Aidussina (Ajdovščina)

#### Insediamenti e località
Il comune di Aidussina è diviso in insediamenti (naselja):
| - Aidussina (Ajdovščina), sede comunale - Battùglia (Batuje) - Bella di Vipacco (Bela) - Bosco (Gózd) - Bria dei Furlani (Brje) - Budagne (Budanje) - Camigna (Kamnje) - Campolongo di Vipacco (Dolga Poljana) - Cernizza Goriziana (Črniče) - Cosmani (Kožmani) - Cucco (Kovk) - Dobraule di Santa Croce (Dobravlje) - Dolegna di Vipacco (Dolenje) - Gabria (Gaberje o Gabrije) - Goiaci (Gojače) - Locavizza di Aidùssina (Lokavec) - Montecroce di Tarnova (Križna Gora) - Ottelza (Otlica) - Placce (Plače) - Planina di Aidussina (Planina) - Podicrai (Podkraj) - Poglie piccolo (Malo Polje) - Potocce (Potoče) | - Predméia (Predmeja) - Rauna del Castello (Ravna) - Sable grande (Velike Žablje) - Sable piccola ([Male Žablje) - Samaria (Šmarje) - Santa Croce di Aidùssina (Vipavski Križ) - San Tommaso di Scrilla (Stomaž) - Sapuse (Žapuže) - Scrilla (Skrilje) - Sella del Bivio (Selo) - Strada di Aidùssina (Cesta) - Sturie delle Fusine (Šturje) - Svino (Zavino) - Teuce (Tevče) - Ústie (Ustje) - Vertovino (Vrtovin) - Visne (Višnje) - Vodizze in Selva Piro (Vodice) - Vertazzi (Vrtovče) - Zagoli (Žagolič) - Zolla (Col) |

### Comune di Canale d'Isonzo (Kanal ob Soči)

#### Insediamenti e località
Il comune di Canale d'Isonzo è diviso in insediamenti (naselja):
| - Aiba (Ajba) - Anicova (Anhovo) - Auzza (Avče) - Boccavizza (Bokavica) - Bodres (Bodrež) - Bresova (Brezova) - Brilesse (Prilesje pri Plavah) - Cal di Canale (Kal nad Kanalom) - Cambresco (Kambreško) - Càmenze (Kamenca nad Ložicami) - Canale d'Isonzo (Kanal [ob Soči]), sede comunale - Colenza (Čolnica) - Coprisca (Koprivšče) - Cresteniza (Krstenica) - Descla (Deskle) - Doblari o Isontinia (Doblar) - Golièviza (Goljevica) - Goregna di Canale (Gorenja Vas) - Goregna Poglie (Gorenje Polje) | - Iessen (Jesen) - Liga di Canale (Lig [nad Kanalom]) - Necovo di Sopra (Gorenje Nekovo) - Necovo di Sotto (Dolenje Nekovo) - Ouscie (Seniški Breg) o Aussia (Avšje) - Pieve di Leupa (Levpa) - Podibreghi (Močila) - Pàglievo (Paljevo) - Plava (Plave) - Ràuna (Ravna) - Robidini (Robidni Breg) - Ronzina (Ročinj) - Saberda (Saberda) - Ucagne (Ukanje) - Verco di Canale (Kanalski Vrh) - Villa Morsca (Morsko) - Zapotocco (Zapotok [pri Kanalu]) - Zagomilla (Zagomila) - Zagora (Zagorà) |

### Comune di Caporetto (Kobarid)

#### Insediamenti e località
Il comune di Caporetto è diviso in insediamenti (naselja):
| - Aùssa (Avsa) - Boreana (Borjana) - Bergogna (Breginj) - Caporetto (Kobarid), sede comunale - Comes (Homec) - Cossis (Koseč) - Creda (Kred) - Dresenza (Drežnica) - Geserza (Jeserca) - Idresca (Idrsko) - Iusceco (Jevšček) - Ladra (Ladra) - Libussina (Libušnje) - Longo (Logje) - Luico (Livek) - Magosti (Magozd) - Molin d'Idresca (Mlinsko) | - Montenero di Caporetto (Krn) - Perati di Luico (Perati) - Podibela [S. Elena al Natisone] (Podbela) - Potocchi di Creda (Potoki) - Raune [o Rauna] di Dresenza (Drežiniške Ravne) - Raune [o Rauna] di Luico (Livške Ravne) - Robis (Robič) - Robedischis (Robidišče) - Sedula (Sedlo) - Sella di Caporetto (Staro Selo) - Smasti (Smast) - Stanovischis (Stanovišče) - Susida (Sužid) - Ternova d'Isonzo (Trnovo ob Soči) - Ursina (Vrsno) - Villa Svina (Svino) |

### Comune di Circhina (Cerkno)

#### Insediamenti e località
Il comune di Circhina è diviso in insediamenti (naselja):
| - Pieve Buccova (Bukovo) - Ceples (Čeplez) - Circhina (Cerkno), sede comunale - Coizza (Zakojca) - Gessenizza (Jesenica) - Iagrisca (Jagršče) - Goriani di Circhina (Gorje) - Iasne (Jazne) - Labigna (Labinje) - Lase (Lazec) - Lasnizza (Laznica) - Novacchi di sotto (Dolenji Novaki) - Novacchi di sopra (Gorenji Novaki) - Orecca (Orehek) - Ottales (Otalež) | - Planina di Circhina (Planina pri Cerknem) - Plùsina di Ottales (Plužnje) - Poce (Poče) - (Varco di) Podlaniscia (Podlanišče) - (Varco di) Popleccia (Podpleče) - Pogliane (Poljane) - Poglizze di Monte Sanvito (Police) - Rauna Recca (Ravne pri Cerknem) - Recca San Giovanni (Reka) - Sacris (Zakriž) - Straza Bivio Zelin (Straža in Želin) - Sebreglie (Šebrelje) - Travenico (Travnik) - Trebenze (Trebenče) - Vetta di Circhina (Cerkljanski Vrh) |

### Comune di Collio (Brda)

#### Insediamenti e località
Il comune di Collio è diviso in insediamenti (naselja):
| - Barbana nel Collio (Barbana [pri Fojani]) - Bella (Bela) - Bigliana (Biljana) - Brizza di Cosbana (Brdice pri Kožbani) - Breg di Collobrida (Breg pri Golem Brdu) - Brestie (Brestje) - Bresovicco (Brezovk) - Castelletto Zeglo (Ceglo) - Castel Dobra (Dobrovo), sede comunale - Cerò di Sopra (Gornje Cerovo) - Cerò di Sotto (Dolnje Cerovo) - Claunico (Hlevnik) - Colmo (Hum) - Collobrida (Golo Brdo) - Cosana nel Collio (Kosana) - Cosarna Santo Spirito (Kozarno) - Cosbana nel Còllio (Kožbana) - Crasena Furlana (Krasno) - Cursò (Hruševlje) - Dornovico (Drnovk) - Fleana (Fojana) - Gradina (Gradno) - Gugnazze (Gonjače) | - Imegna (Imenje) - Medana (Medana) - Nèbola (Neblo) - Nòsena (Nozno) - Plessiva di Medana (Plešiva) - Poggio San Valentino (Podsabotin) - Prestava (Pristavo) - Quisca (Kojsko) - Salimbergo (Zali Breg) - San Lorenzo di Brizza (Brdice pri Neblem) - San Lorenzo di Nèbola (Šlovrenc) - San Martino di Quisca (Šmartno v Brdih) - Senicco (Senik) - Slapnico (Slapnik) - Slauce (Slavče) - Snesatno già Senesatina (Snežatno) - Solesenchia (Snežeče) - Vedrignano (Vedrijan) - Vercoglia di Quisca (Vrhovlje pri Kojskem) - Vercoglia di Cosbana (Vrhovlje pri Kožbani) - Vipulzano (Vipolže) - Visnovicco (Višnjevik) |

### Comune di Idria (Idrija)

#### Insediamenti e località
Il comune di Idria è diviso in insediamenti (naselja):
| - Bella d'Idria (Idrijska Bela) - Canidol (Kanji Dol) - Canonla media (Srednja Kanomlja) - Canonla alta (Gorenja Kanomlja) - Canonla bassa (Spodnja Kanomlja) - Carnizza d'Idria (Idrijske Krnice) - Carnizza di Ledine (Ledinske Krnice) - Ceconico (Čekovnik) - Collefreddo (Mrzli Vrh) - Corita (Korita) - Dole (Dole) - Ieliccini Val Zala (Jelični Vrh) - Giavornico (Javornik) - Godovici (Godovič) - Gora (Gore) - Govecco (Govejk) - Idresca di Dole [o Indresca di Dole] (Idršek) - Idria (Idrija), sede comunale - Idria di Sotto (Spodnja Idrija) | - Ledine (Ledine) - Passo d'Idria [o Raspotie di Ledine] (Ledinsko Razpotje) - Loga d'Idria (Idrijski Log) - Loga di Montenero (Mrzli Log) - Lome in Monte (Lome) - Massora (Masore) - Montenero d'Idria (Črni Vrh) - Pecenico (Pečnik) - Potocco del Confine (Potok) - Pregrise in Montenero (Predgriže) - Raspotie d'Idria (Razpotje) - Reis (Rejcov Grič) - Salloga d'Idria (Zadlog) - Saurazzi (Zavratec) - Serovenza (Žirovnica) - Stermizza in Montenero (Strmec) - Versenico di sopra (Gorenji Vrsnik) - Versenico di sotto (Spodnji Vrsnik) - Voschia (Vojsko) |

### Comune di Merna-Castagnevizza (Miren-Kostanjevica)

#### Insediamenti e località
Il comune è diviso in insediamenti (naselja):
| - Biglia (Bilje) - Boscomalo (Hudi Log) - Castagnevizza del Carso (Kostanjevica na Krasu) - Corita (Korita na Krasu) - Lippa di Comeno (Lipa) - Loquizza-Seghetti (Lokvica) - Merna (Miren), sede comunale - Novavilla (Nova vas) | - Novello (Novelo) - Opacchiasella (Opatje selo) - Raccogliano (Orehovlje) - Sella delle Trincee (Sela na Krasu o Selo) - Temenizza (Temnica) - Vertozza (Vrtoče) - Voissizza (Vojščica) |

### Comune di Nuova Gorizia (Nova Gorica)

#### Insediamenti e località
Il comune di Nuova Gorizia è diviso in insediamenti (naselja):
| - Aisovizza (Ajševica) - Battaglia della Bainsizza (Bate) - Berdo (Brdo) - Branizza (Spodnja Branica) - Budichini (Budihni) - Carbonari (Voglarji) - Casali Nenzi (Nemci) - Chiapovano (Čepovan) - Draga (Draga) - Dragovizza (Dragovica) - Gradiscutta (Gradišče nad Prvačino) - Gargaro (Grgar) - Lasna Valfredda (Lazna) - Locavizza (Lokovec) - Locca (Loke) - Loqua (Lokve) - Moncorona (Kromberk) - Montespino (Dornberk) - Montevecchio (Stara Gora) - Monte Santo (Sveta Gora) - Nuova Gorizia (Nova Gorica), sede civica e comunale - Ossecca (Osek) | - Ossegliano (Ozeljan) - Pedrovo (Pedrovo) - Picciulini (Pičulini) - Potocce di Montespino (Potok pri Dornberku) - Pressérie di Rifembergo (Preserje [nad Branikom] ) - Prestava (Pristava) - Prevacina (Prvačina) - Raune (Grgaske Ravne) - Raunizza (Ravnica) - Rifembergo (Branik) - Salcano (Solkan) - Salozze (Zalošče) - San Mauro (Šmaver) - San Michele (Šmihel) - Santo Spirito della Bainsizza (Banjšice) - Sasseto (Saksid) - Sambasso (Šempas) - Sottobosco (Podgozd) - Stesche (Steske) - Tabor di Montespino (Tabor [nad Dornberkom]) - Tarnova (Trnovo) - Valdirose (Rožna Dolina) - Vittùglia (Vitovlje) |

### Comune di Plezzo (Bovec)

#### Insediamenti e località
Il comune di Plezzo è diviso in insediamenti (naselja):
| - Bausizza (Bavšica) - Bretto di Mezzo (Log pod Mangatom) - Bretto di Sopra (Gorenji Log) - Bretto di Sotto (Spodnji Log) - Stermizza del Predil (Strmec na Predelu) - Cal-Coritenza (Kal-Koritnica) - Chiusa di Plezzo (Kluže) - Corte o Dov di Plezzo (Dvor) - Lepegna (Lepena) - Loga d'Oltresonzia (Log Čezsoški) - Oltresonzia (Čezsoča) - Plezzo (Bovec), sede comunale - Plùsina di Plezzo (Plužna) - Saga (Žaga) - Santa Maria di Trenta (Devica Marija Lavrentanska Pri Cerkvi) - Serpenizza (Srpenica) - Sonzia (Soča) - Trenta (Trenta) |

### Comune di Ranziano-Voghersca (Renče-Vogrsko)

#### Insediamenti e località
Il comune è diviso in insediamenti (naselja):
- Boccavizza (Bukovica), sede comunale
- Dombrava (Dombrava)
- Osseglie [Osseulego] (Oševljek)
- Ranziano (Renče)
- Voghersca [Ville Montevecchio] (Vogrsko)
- Valvolciana (Volčja Draga)

Tra gli altri paesi afferenti a tali insediamenti vi sono:
Arcioni (Arčoni), Luchesia (Lukežiči), Martinucci (Martinuči), Merliachi (Merjaki), Mogorini (Mohorini), Montevecchio (Stara Gora), Castel Spagnolisce (Renški Podkraj o Špinjolišče), Rio di Voghersco (Lijak), Zigoni (Žigoni), Osregno (Ozrenj), Vinisce (Venišče), Bonezza (Jerabišče); Foresta Locatelli (Boršt), Sculischie o Dellabona (Skulišče); Iasbina (Jazbine).

### Comune di San Pietro-Vertoiba (Šempeter-Vrtojba)

#### Insediamenti e località
Il comune di San Pietro-Vertoiba è diviso in insediamenti (naselja):
- San Pietro (Šempeter pri Gorici), sede comunale
- Vertoiba (Vrtojba)

### Comune di Tolmino (Tolmin)

#### Insediamenti e località
Il comune di Tolmino è diviso in insediamenti (naselja):
| - Baccia di Modrea (Bača pri Modreju) - Baccia [di Piedicolle] (Bača pri Podbrdu) - Camina (Kamno) - Cal di Gracova (Kal) - Chiesa San Giorgio (Kneža) - Ciadra (Čadrg) - Cighino (Čiginj) - Clavice (Klavže) - Colle Pietro (Petrovo Brdo) - Coritenza (Koritnica) - Cosarsa (Kozaršče) - Cosmarizze (Kozmerice) - Cucco di Gracova (Kuk) - Daber (Daber) - Lungo Las (Dolgi Laz) - Dòllia (Dolje) - Dobrocheni (Drobočnik) - Gàbria di Tolmino (Gabrje) | - Vetta del Monte (Gorski Vrh) - Gracova Serravalle (Grahovo ob Bači) - Grandi (Grant) - Grudenza (Grudinca) - Villa Iùsina (Hudajužna) - Idria della Baccia (Idrija pri Bači) - Lisizza (Lisec) - Loia (Loje) - Logarse (Logaršče) - Log [di sopra] (Gorenji Log) - Lom di Canale (Kanalski Lom) - Lom di Tolmino (Tolminski Lom) - Lubino (Ljubinj) - Modrea (Modrej) - Modreuzza (Modrejce) - Monte Sanvito (Šentviška gora) - Monte Snoile (Znojile) - Oblocca (Obloke) | - Paniqua (Ponikve) - Peccine (Pečine) - Piedicolle (Podbrdo) - Piedimelze (Podmelec) - Poglie (Polje) - Polubino (Poljubinj) - Porsena (Porezen) - Pràpeno di Lubino (Prapetno) - Pràpeno del Monte (Prepetno Brdo) - Rauna di Piedimelze (Kneške Ravne) - Ràuna di Sàbicce (Tolminske Ravne) - Roce (Roče) - Rutte di Gracova (Rut) - Rutte di Volzana (Volčanski Ruti) - Sàbbice (Žabče) - Zacrie (Zakraj) - Santa Lucia d'Isonzo (Most na Soči) - Santa Lucia Stazione (Postaja) | - Sant'Osvaldo [“Strizisce”] (Stržišče) - Sella di Piedimelze (Sela nad Podmelcem) - Sella di Volzana (Sela pri Volčah) - Sellìschie di Tolmino (Selišče) - Selze di Caporetto (Selce) - Slappe d'Idria (Slap ob Idrijci) - Sottolmino (Zatolmin) - Stopenìco (Stopnik) - Temeline (Temljine) - Tertenico (Trtnik) - Tribussa di Monte Sanvito (Dolenja Trebuša) - Tribussa (Gorenja Trebuša) - Tolmino (Tolmino), sede comunale - Vetta di Monte San Vito (Bukovski Vrh) - Villa Grotta di Dante (Zadlaz-Žabče) - Volària (Volarje) - Volzana (Volče) - Zadlas Ciadra (Zadlaz-Čadrg) |

### Comune di Vipacco (Vipava)

#### Insediamenti e località
Il comune di Vipacco è diviso in insediamenti (naselja):
- Crascice (Hrašče)
- Duple o Dobbia di San Tommaso (Duplje)
- Ersel (Erzelj)
- Gozze (Goče)
- Gradischie di Vipacco (Gradišče pri Vipavi)
- Losizze (Lozice)
- Lose (Lože)("Leitenburg")
- Mance (Manče)
- Nanos (Nanos)
- Oreccovizza (Orehovica)
- Piediriva (Podbreg)
- Podraga (Podraga)
- Pogricci (Podgrič)
- Porecci del Vipacco (Poreče)
- San Vito di Vipacco (Podnanos [o Šentvid pri Vipavi])
- Senabor Val di Bella (Sanabor)
- Slappe (Slap)
- Verpogliano (Vrhpolje)
- Vipacco (Vipava), sede comunale
- Zemona (Zemono)

## Zona del Carso (Kras)

### Comune di Postumia (Postojna)

#### Insediamenti e località
Il comune di Postumia è diviso in insediamenti (naselja):
| - Bresie (Brezje pod Nanosom) - Bucuie (Bukovje) - Berdo Grande (Velika Brda) - Berdo Piccolo (Mala Brda) - Caccia o Villa Caccia (Kačja vas) Lohača - Castel Lueghi (Predjama) - Cermelizze (Čermelice) - Cocce (Koče) - Crastie (Hrašče) - Crenovizza (Hrenovice) - Cruscevie (Hruševje) - Goregna di Bucuie (Gorenje) - Goricce Carentano (Goriče) - Grobisce (Grobišče) - Landolo (Landol) - Liplie (Liplje) - Malnar - Mattegna (Matenja vas) - Oblisca di Postumia (Belsko) - Oblisca Grande (di Crenovizza) (Veliko Ubeljsko) - Oblisca Piccola (di Crenovizza) (Malo Ubeljsko) - Orecca (Orehek) | - Otocco Piccolo (Mali Otok) - Otocco Grande (Veliki Otok) - Planina (Planina) - Postumia (Postojna), sede comunale - Prestrane (Prestranek) - Prevallo, Preval o Resderta (Razdrto) - Pridilza (Dilce) - Raccolico (Rakulik) - Rachiteni (Rakitnik) - Sagona (Zagon) - Saiecce Castelvecchio (Sajevče) - Saloga di Postumia (Zalog) - San Michele di Senosecchia (Šmihel pod Nanosom) - Slavigne (Slavinje) - Stara di Postumia (Stara Vas) - Stermizza (Mater Dei) (Strmca [Strmica]) - Strane (Strane) - Studeno - Studenza (Studenec) - Slavina o Villa Slavina (Slavina) - Zeie (Žeje) |

### Comune di Bisterza o Villa del Nevoso (Ilirska Bistrica)

#### Insediamenti e località
Il comune di Bisterza è diviso in insediamenti (naselja):
| - Bàccia di Bisterza (Bač) - Berdo di Elsane (Veliko Brdo) - Berdo San Giovanni (Janeževo Brdo) - Berze di Torrenova (Brce) - Bisterza (Ilirska Bistrica), sede comunale - Bittigne di Sopra (Gornja Bitnja) - Bittigne di Sotto (Dolnja Bitnja) - Buccova Grande o Bucovizza Grande (Velika Bukovica) - Buccova Piccola o Bucovizza Piccola (Mala Bukovica) - Carie (Harije) - Castel Iablanizza o Iablanizza (Jablanica) - Ceglie (Čelje) - Coritenza di Bisterza (Koritnice) - Cossese (Koseze) - Cottésevo (Kuteževo) - Cràccinanova (Novokračine) - Crussizza di Castelnuovo (Hrušica) - Castelnuovo d'Istria (Podgrad) - Cùie (Huje) - Dolegna di Elsane (Dolenje pri Jelšanah) - Elsane o Gelsane (Jelšane) - Eriacci (Rjavče ["Erjavče"]) - Fabice (Fabci) - Fontana del Conte (Knežak) - Gabrega (Gabrk) - Iasena di Bisterza (Jasen) - Locce Piccola (Male Loče) - Merecce (Mereče) - Monforte del Timavo (Ostrožno Brdo) - Monte Chilovi o Montefreddo (Kilovče) - "Nevoso" [casale] (Snežnik) - Paulizza (Pavlica) | - Pobese (Podbeže) - Tabor di Sémbie (Podtabor) - Poglie di Torrenova (Dobro Polje) - Postegna (Podstenje) - Postegnasca o Postegnesca (Podstenjšek) - Pregara (Pregarje) - Prelose San Egidio (Prelože) - Primano (Prem) - Racizze (Račice) - Recizza (Rečica) - Ratecevo in Monte (Ratečevo Brdo) - Sabogna (Sabonje) - Sarecce di Torrenova (Zarečje) - Sarecizza in Val Timavo (Zarečica) - Sémbie (Šembije) - Sméria (Smrje) - Sose (Soze) - Starada (Starod) - Studena in Monte (Studena Gora) - Sussa (Susak) - Terciane (Trpčane) - Tomigna (Tominje) - Topolza (Topolc) - Torrenova di Bisterza (Trnovo) - Villanova [di Elsane] (Nova Vas pri Jelšanah) - Villa Podigràie (Podgraje) - Verbizza (Vrbica) - Verbovo (Vrbovo) - Zàbice Castelvecchio (Zabiče) - Zaielse (Zajelšje) - Zemòn di Sotto (Dolnji Zemon) - Zemòn di Sopra (Gornji Zemon) |

### Comune di Blocche o Obloca (Bloke)

#### Insediamenti e località
Il comune di Blocche è diviso in insediamenti (naselja):
- Andreice (Andrejče)
- Benete (Benete)
- Blocche Grande o Obloca Grande (Velike Bloke)
- Bocecovo (Bočkovo)
- Chiteno (Hiteno)
- Cramplie (Kramplje)
- Cribarievo (Hribarjevo)
- Cudi Verco (Hudi Vrh)
- Fara (Fara)
- Gersanovo (Jeršanovo)
- Glina (Glina)
- Godicevo (Godičevo)
- Gradisco (Gradiško)
- Lacovo (Lahovo)
- Lepi Verco (Lepi Vrh)
- Lovranovo (Lovranovo)
- Malni (Malni)
- Metuglie (Metulje)
- Meramorovo Lusarico (Mramorovo pri Lužarjih)
- Meramorovo Paicovo (Mramorovo pri Pajkovem)
- Nova Villa (Nova Vas), sede comunale
- Ograda (Ograda)
- Polsece (Polšeče)
- Radleco (Radlek)
- Rauna o Raune (Ravne na Blokah)
- Raunico (Ravnik)
- Rosance (Rožanče)
- Runarsco (Runarsko)
- Santa Trinità (Sveta Trojica)
- Santo Spirito (Sveti Duh)
- Scrabece (Škrabče)
- Scufece (Škufče)
- Sleme (Sleme)
- Stermezza (Strmca)
- Storovo (Štorovo)
- Studenez (Studenec na Blokah)
- Studeno (Studeno na Blokah)
- Topol (Topol)
- Ulaca (Ulaka)
- Verco Grande (Veliki Vrh)
- Villa Tedesca (Nemška Vas na Blokah)
- Volcie (Volčje)
- Zacrai (Zakraj)
- Zales (Zales)
- Zaverco (Zavrh)

### Comune di Borgovecchio d'Olisa (Stari Trg pri Ložu)

#### Insediamenti e località
Il comune di Borgovecchio di Olisa è diviso in insediamenti (naselja): 
| - Babinapoglia (Babno Polje) - Babnapolizza (Babna Polica) - Borgovecchio d'Olisa (Stari Trg pri Ložu), sede comunale - Campo del Conte (Knežja Njiva) - Clanze (Klance) - Cosarsca (Kozarišče) - Danne (Dane) - Dolegne Pogliane (Dolenje Poljane) - Dolina dei Noccióli (Leskova Dolina) - Marcovez (Markovec) - Nadlesco (Nadlesk) | - Olisa (Lož) - Piedichiesa (Podcerkev) - Piedimonte d'Olisa (Podgora pri Ložu) - Piedolisa (Podlož) - Pudob (Pudob) - Sant'Anna d'Olisa (Sveta Ana pri Ložu) - Smarata o Santa Margherita d'Olisa (Šmarata) - Verca (Vrh) - Verconico o Verchnica (Vrhnika pri Ložu) - Villa Iga (Iga Vas) - Visceveco (Viševek) |

### Comune di Circonio (Cerknica)

#### Insediamenti e località
Il comune di Circonio è diviso nei seguenti insediamenti (naselja):
| - Bece (Beč) - Beciaie (Bečaje) - Begugne (Begunje pri Cerknici) - Besuliacco o Vesugliacco (Bezuljak o Buzuljak) - Blocizze (Bločice) - Brésie di Circonio (Brezje) - Circonio o Circonico (Cerknica), sede comunale - Ciocovo (Čohovo) - Corosce (Korošče) - Cragnice (Kranjče) - Cremenza (Kremenca) - Cribliane (Hribljane) - Crisisce (Križišče) - Croscane (Kroščane) - Croslieco (Krožljek) - Cruscarie (Hruškarje) - Crusce (Krušče) - Dobez o Dobes (Dobec) - Dolegne Ottave (Dolenje Otave) - Gerovinizza o Gerovnizza o Serovenza (Žerovnica) - Gersizze (Jeršice) - Giupeno (Župeno) - Gora (Gora) - Goricizze (Goričice) - Graccovo (Grahovo): 432 ab. - Isola sul Circonio( Otok): 31 ab. - Lago Inferiore o Villalago Inferiore (Dolenje Jezero) - Lago Superiore o Villalago Superiore (Gorenje Jezero) - Lasse o Lase sul Lago (Lase pri Gerenjem Jezeru) - Lesniache (Lešnjake) - Lipsegni (Lipsenj) - Maneti (Mahneti) | - Martignacco (Martinjak): 291 ab. - Milava (Milava) - Oblosca o Pian di Obloca (Bloška Polica): 78 ab. - Osredeco (Osredek) - Otonizza (Otonica) - Pirmane (Pirmane) - Pirovenico (Pirovnik) - Podscrainico (Podskrajnik) - Podslivnizza (Podslivnica) - Ponique (Ponikve) - Racche o Recchio (Rakek) - Rio dei Gamberi (Rakov Škocjan) - Raune (Ravne) - Reparie (Reparje) - Rodolfo (Rudolfovo) - Santa Croce di Preterscie (Sv Križ Pretržje) - Selsceco (Selšček) - Slivizze (Slivice) - Slugovo (Slugovo) - Strasisce (Stražišče) - Scilze San Vito (Žilce pri Sveti Vidu poi Sveti Vid nad Cerknico) - Tauslie (Tavžlje) - Topol di Begugne (Topol pri Begunjah) - Unza o Unizza (Unec) - Villa Inferiore di Circonio (Dolenja vas) - Villa Ivànie (Ivanje selo) - Villa Struclieva (Štrukljeva vas) - Zacribo (Zahrib) - Zainarie (Cajnarje) - Zala (Zala) - Zelse (Zelše) - Zibovnico (Zibovnik) |

### Comune di San Pietro del Carso (Pivka)

#### Insediamenti e località
Il comune è diviso in insediamenti (naselja):
| - Buie del Timavo (Buje) - Cal di San Michele (Kal) - Ceppeno (Čepno) - Clenico (Klenik) - Cossana di sopra o Superiore (Gornja Košana) - Cossana di sotto o Inferiore (Dolnja Košana) - Drescozze (Drskovče) - Grazza (Gradec) - Nadagna (Nadanje Selo) - Narini (Narin) - Neverche (Neverke) - Palci (Palčje) - Parie (Parje) - Petteline (Petelinje) - Prestava Grande (Velika Pristava) | - Prestava Piccola (Mala Pristava) - Ribenizza (Ribnica) - Sagòria San Martino (Zagorje) - San Giorgio o Giursici (Jurišče) - San Michele di Postúmia (Šmihel) - San Pietro del Carso (Pivka), sede comunale - Selze di San Pietro (Selce) - Sussizza Nuova (Nova Sušica) - Sussizza Vecchia (Stara Sušica) - Succoria (Suhorje) - Taborgrande ([Šilen-] Tabor nad Knežakom) - Tergni (Trnje) - Villa Sant'Andrea (Slovenska Vas [Nemška Vas]) - Volce Auremiano (Volče) |

## Istria slovena

### Zona del Litorale-Carso (Obalno-kraška)

#### Comune di Ancarano (Ankaran)

##### Insediamenti e località
Il comune di Ancarano è costituito da un solo insediamento (naselja):
- Ancarano (Ankaran)

#### Città e dintorni di Capodistria (Koper)

##### Insediamenti e località
La città di Capodistria è diviso nei seguenti insediamenti (naselja):
- Abitanti (Abitanti)
- Acquaviva dei Vena (Rakitovec)
- Antignano (Tinjan)
- Babici (Babiči)
- Barisoni (Barizoni)
- Belvedere (Belvedur)
- Bertocchi (Bertoki)
- Besovizza (Bezovica)
- Bonini (Bonini)
- Bosici (Božiči)
- Boste (Boršt)
- Bossamarino (Bošamarin)
- Brese di Piedimonte (Brežec pri Podgorju)
- Bresovizza di Gradigne (Brezovica pri Gradinu)
- Briz (Brič)
- Bucciai (Bočaji)
- Buttari (Butari)
- Campel (Kampel)
- Capodistria (Koper), sede civica e comunale
- Carcàse (Krkavče)
- Carli (Karli)
- Carnizza (Krnica)
- Castel (Kastelec)
- Centora (Čentur)
- Cerei (Cerej)
- Cernotti (Crnotiče)
- Cèsari (Čežarji)
- Collepiano-Boschini (Koromači-Boškini)
- Colombano (Kolomban)
- Costabona (Koštabona)
- Coslovici (Kozloviči)
- Covedo (Kubed)
- Crevatini (Hrvatini)
- Cristoglie (Hrastovlje)
- Dilizze (Dilici)
- Corte (Dvori)
- Faiti (Fajti)
- Figarola (Smokvica)
- Figarola di Dragogna (Fijeroga)
- Gabrovizza (Gabrovica pri Črnem Kalu)
- Galantici (Galantiči)
- Gasòn (Gažon)
- Geme (Glem)
- Gràdena (Gradin)
- Gracischie (Gračišče)
- Elleri (Jelarji)
- Laura (Labor)
- Lonche (Loka)
- Loparo (Lopar)
- Luchini (Lukini)
- Manzano (Manžan)
- Maresego (Marezige)
- Marsici (Maršiči)
- Mocenighi (Močunigi)
- Monte di Capodistria (Šmarje)
- Montetoso (Grintovec)
- Montignano (Montinjan)
- Nigrignano (Grinjan)
- Olica (Olika)
- Ospo (Osp)
- Paugnano (Pomjan)
- Perai (Peraji)
- Pisari (Pisari)
- Piedimonte d'Istria (Podgorje)
- Plavia Monte d'Oro (Plavje)
- Pobeghi (Pobegi)
- Poletici (Poletiči)
- Popecchio (Podpeč)
- Popetra (Popetre)
- Prada (Prade)
- Prapozze (Praproče)
- Pregara (Pregara)
- Predlocca (Predloka)
- Premanzano (Premančan)
- Puzzole (Puče)
- Risano (Rižana)
- Rosariòl (Rožar)
- Sali sul Risano (Kortine)
- Sanigrado (Zanigrad)
- Sant'Antonio (Sv. Anton)
- San Sergio (Črni Kal)
- San Servolo (Socerb)
- San Quirico (Sočerga)
- Sasseto (Zazid)
- Rabuiese (Spodnje Škofije)
- Albaro Vescova (Zgornje Škofije)
- Sechi (Šeki)
- Sergassi (Srgaši)
- Sirci (Sirči)
- Socolici (Sokoliči)
- Stepani (Stepani)
- Tersecco (Trsek)
- Tòppolo in Belvedere (Topolovec)
- Trebesse (Trebeše)
- Tribano (Triban)
- Truscolo (Truške)
- Tuliachi (Tuljaki)
- Valmorasa (Movraž)
- Vanganello (Vanganel)
- Villa Decani (Dekani)
- Villa Manzini (Cepki)
- Villadolo (Dol pri Hrastovljah)
- Zabavia (Zabavlje)
- Zupancici (Župančiči)

##### Circoscrizioni, quartieri e rioni
- Bonifica (Bonifika)
- Campo Marzio (Marsova Poljana)
- Centro Storico o Città Vecchia (Stari Grad)
- Giusterna (Žusterna)
- San Marco (Markovec)
- Sallara (Šalara)
- San Canziano (Škocjan)
- San Nazario (Sveti Nazarij)
- Semedella (Semedela)

#### Comune di Comeno (Komen)

##### Insediamenti e località
Il comune di Comeno è diviso in insediamenti (naselja):
| - Brestovizza in Valle (Brestovica pri Komnu) - Boriano (Brje pri Komnu) - Castelgiovanni (Ivanji Grad) - Cecovini (Čehovini) - Cippi (Čipnje) - Clanzi in Valle (Klanec pri Komnu) - Cobidil San Gregorio (Kobdilj) - Còbbia (Kobjeglava) - Cobolli (Koboli) - Codreti (Kodreti) - Comeno (Komen), sede comunale - Crussevizza (Hruševica) - Diuci (Divči) - Dolanzi (Dolanci) - Gabrovizza (Gabrovica pri Komnu) - Goriano (Gorjansko) - Lissiachi (Lisjaki) - Locavizza di San Daniele (Lukovec) | - Pressèrie (Preserje pri Komnu) - Rùbbia (Rubije) - San Daniele del Carso (Štanjel) - Scherbina (Škrbina) - Scoffi (Škofi) - Sibèglia (Šibelji) - Sutta (Sveto) - Tomasevizza (Tomačevica) - Trevisani (Trebižani) - Valle (Vale) - Vallepiccola (Mali Dol) - Vescotti (Večkoti) - Villa Nadrosizza (Nadrožica) - Villa Tupelce (Tupelče) - Volci (Volčji Grad) - Zagraie (Zagrajec) - Zolliava (Coljava) |

#### Comune di Divaccia (Divača)

##### Insediamenti e località
Il comune di Divaccia è diviso in insediamenti (naselja):
| - Auremo di Sopra (Gornje Vreme) - Auremo di Sotto (Dolnje Vreme) - Barca (Barka) - Bettanìa (Betanja) - Brese (Brežec pri Divači) - Cacitti (Kačiče-Pared) - Cave Auremiane (Vremski Britof) - Cosiane (Kozjane) - Danne (Dane pri Divači) - Divaccia (Divača), sede comunale - Famie (Famlje) - Gaberce Auremiano (Gabrče) - Gradischie di San Canziano (Gradišče pri Divači) - Goricce del Timavo (Goriče pri Famljah) - Lase (Laže) - Lesecce Auremiano (Gornje Ležeče) | - Lesecce di San Canziano (Dolnje Ležeče) - Mattauno (Matavun) - Nacla San Maurizio (Naklo) - Nigrignano (Podgrad pri Vremah) - Potocce di Villabassa (Potoče) - San Canziano della Grotta (Škocjan) - Scoffe (Škoflje) - Senosècchia (Senožeče) - Sinadole (Senadole) - Varèa (Vareje) - Vattòglie (Vatovlje) - Villabassa di Senosècchia (Dolenja Vas) - Villa Mislice (Misliče) - Vitozza (Otošče) - Zaverco (Zavrhek) |

#### Comune di Erpelle-Cosina (Hrpelje-Kozina)

##### Insediamenti e località
Il comune di Erpelle-Cosina è diviso in insediamenti (naselja):
| - Artuise (Artviže) - Baccia di Matteria (Bač pri Materiji) - Becca (Beka) - Bresenza (Prešnica) - Bresovizza Marenzi (Brezovica) - Bresovoberdo (Brezovo Brdo) - Calcizza (Kovčice) - Chervari (Krvavi potok) - Cosina (Kozina) - Coticcina (Hotniča) - Dulna (Odolina) - Erpelle (Hrpelje), sede comunale - Giavorie (Javorje) | - Golazzo (Golac) - Gradischie di Castelnuovo (Gradišče pri Materiji) - Gradiscizza (Gradišica) - Loce Grande (Velike Loče) - Marcossina (Markovšina) - Matteria (Materija) - Mersane (Mrše) - Micheli (Mihele) - Nazire (Nasirec) - Obrovo (Obrov) - Occisla (Ocizla) - Orecca (Orehek pri Materiji) - Ostrovizza (Ostrovica) | - Petrigna (Petrinje) - Pogliane di Castelnuovo (Poljane pri Podgradu) - Patisane (Povžane) - Rittomece (Ritomeče) - Roditti (Rodik) - Rosizze (Rožice) - San Pietro di Madrasso (Klanec pri Kozini) - Scandaussina (Skadanščina) - Slivia di Castelnuovo (Slivje) - Sloppe (Slope) - Tatre [della Birchinia](Tatre [v Brkinih]) - Tubliano [o Tublie di Erpelle] (Tublje pri Hrpeljah) - Verpogliano (Vrhpolje) |

#### Comune di Isola (Izola)

##### Insediamenti e località
Il comune di Isola è diviso in insediamenti (naselja):
- Baré (Baredi)
- Corte d'Isola (Korte)
- Dobrava presso Isola (Dobrava)
- Isola o Isola d'Istria (Izola), sede comunale
- Malio (Malija)
- Nosedo (Nožed)
- Settore (Cetore)
- Saredo (Šared)
- Valleggia (Jagodje)

#### Comune di Pirano (Piran)

##### Insediamenti e località
Il comune di Pirano è diviso in insediamenti (naselja):
- Dragogna (Dragonja): 296
- Lucia (Lucija): 5.792
- Padena (Padna): 156
- Parezzago (Parecag): 910
- Pazzugo (Pacug)
- Pirano (Piran), sede comunale: 5.267
- Portorose (Portorož): 2.849
- Sezza (Seča): 942
- Sicciole (Sečovlje): 584
- Strugnano (Strunjan): 564
- San Pietro dell'Amata (Sveti Peter): 329
- Villanova (Nova vas)

#### Comune di Sesana (Sežana)

##### Insediamenti e località
Il comune di Sesana è diviso in insediamenti (naselja):
| - Alber di Sesana (Avber) - Bogo (Bogo) - Brestovizza di Poverio (Brestovica pri Povirju) - Berie (di Capriva) (Brje pri Koprivi) - Capriva (Kopriva) - Cartinozza (Krtinovica) - Casali di Dol (Dol pri Vogljah) - Casali Maizzeni (Majcni) - Casigliano di Sesana (Kazlje) - Corgnale (Lokev) - Cossovello (Kosovelje) - Crepegliano (Kreplje) - Cribi (Hribi) - Croce di Tomadio (Križ) - Danne di Sesana (Dane pri Sežani) - Dobraule di Tomadio (Dobravlje) - Dol Grande (Veliki Dol) - Dolegna di San Giacomo (Dolenje) - Duttogliano (Dutovlje) - Filippi (Filipčje Brdo) - Codignano/Godignano (Godnje) - Goregna di Poverio (Gorenje pri Divači) - Gradisca di San Giacomo (Gradišče pri Štjaku) - Gradigne di Sesana (Gradnje) - Gracovo di Tomadio (Grahovo Brdo) - Gregolischie (Kregolišče) - Grise (Griže) - Giacozze (Jakovce) - Lipizza (Lipica) - Machinici (Mahniči) - Merciano (Merče) - Monte Urabice (Vrabče) - Orle (Orlek) | - Paniqua (Ponikve) - Plessiva di Poverio (Plešivica) - Pliscovizza della Madonna (Pliskovica) - Poglie Grande (Veliko Polje) - Pollane (Poljane pri Štjaku) - Poverio (Povir) - Prelose di Corgnale (Prelože pri Lokvi) - Pristava (Pristava) - Rassa (Raša) - Raune di San Giacomo (Ravnje) - Rasguri (Razguri) - Sinadole di sotto (Senadolice) - Santa Maria di Sesana (Šmarje pri Sežani) - San Giacomo in Colle (Štjak) - San Tommaso della Rassa (Stomaž) - Scoppo (Skopo) - Sella (Sela) - Sella di San Giacomo (Selo) - Seppuglie (Šepulje) - Sesana (Sežana), sede comunale - Sirie (Žirje) - Storie (Štorje) - Tabor (Tabor) - Tomadio (Tomaj) - Tuble di Boriano (Tublje pri Komnu) - Uttoglie (Utovlje) - Vercogliano di Monrupino (Vrhovlje) - Villa Cargna (Kranja Vas) - Villanova (Nova Vas) - Villa Podibrese (Podbreže) - Vogliano (Voglje) |

### Località dell'Istria slovena [comuni]

#### A
- Abitanti (Abitanti) [Capodistria]
- Abrami 1 o di Carcàse (Abrami) [Capodistria]
- Abrami 2 o di Pregara (Abrami) [Capodistria]
- Acquaviva dei Vena (Rakitovec) [Capodistria]
- Albaro di Sopra (Zgornje Škofije) [Capodistria]
- Albaro Vescova (Zgornje Škofije) [Capodistria]
- Alber di Sesana (Avber) [Sesana]
- Ancarano (Ankaran) [Ancarano]
- Antignano (Tinjan) [Capodistria]
- Artuise (Artviže) [Erpelle-Cosina]
- Arze, Arse (Arce) [Pirano]
- Auremo di Sopra (Gornje Vreme) [Divaccia]
- Auremo di Sotto (Dolnje Vreme) [Divaccia]

#### B
- Babici, Babici di Maresego (Babiči) [Capodistria]
- Baccia di Matteria (Bač pri Materiji) [Erpelle-Cosina]
- Badica (Badiha) [Capodistria]
- Bandel 1 (Bandelj 1) [Pirano]
- Bandel 2 (Bandelj 2) [Pirano]
- Baratali (Baratali) [Capodistria]
- Barca (Barka) [Divaccia]
- Baré (Baredi) [Isola]
- Barisoni o Barissoni (Barizoni) [Capodistria]
- Battifèr (Batifer) [Capodistria]
- Bazuie (Bazuje) [Capodistria]
- Becca (Beka) [Erpelle-Cosina]
- Belvedere (Belvedur) [Capodistria]
- Berda, Collalto (Brda)
- Berdo (Brdo)
- Bergòd (Brgud)
- Berie o Berie di Capriva (Brje pri Koprivi) [Sesana]
- Bernetti (Brnetiči)
- Bertocchi (Bertoki) [Capodistria]
- Besovizza (Bezovica) [Capodistria]
- Bettanìa (Betanja) [Divaccia]
- Biancapietra, Pietrabianca (Beli Kamen)
- Bogo (Bogo) [Sesana]
- Bologna (Bolonja)
- Bonini, Casamozza (Bonini) [Capodistria]
- Boriano (Brje pri Komnu) [Comeno]
- Boscari (Boškari)
- Bòsichi (Božiki)
- Boste (Boršt) [Capodistria]
- Bossamarino, San Marino (Bošamarin) [Capodistria]
- Bozume (Bocumi)
- Brésani (Brežani)
- Brese, Brese di Divaccia (Brežec pri Divači) [Divaccia]
- Brese di Piedimonte, Bressez (Brežec pri Podgorju) [Capodistria]
- Bresenza (Prešnica) [Erpelle-Cosina]
- Bresovizza, Bresovizza di Gradigne (Brezovica pri Gradinu) [Capodistria]
- Bresovizza Marenzi (Brezovica) [Erpelle-Cosina]
- Bresovoberdo (Brezovo Brdo) [Erpelle-Cosina]
- Brestovizza di Poverio (Brestovica pri Povirju) [Sesana]
- Brestovizza in Valle (Brestovica pri Komnu) [Comeno]
- Brezzi (Breci)
- Briz (Brič) [Capodistria]
- Bucciai, Bocciai (Bočaji) [Capodistria]
- Bùrie 1 (Burije 1)
- Bùrie 2 (Burije 2)
- Buttari (Butari o Butani) [Capodistria]
- Bùzeli (Bucelj)

#### C, Č
- Cacitti (Kačiče-Pared) [Divaccia]
- Calcine (Brnetič) [Capodistria]
- Calcizza (Kovčice) [Erpelle-Cosina]
- Campel (Kampel) [Capodistria]
- Capodistria (Koper) [Capodistria]
- Capriva (Kopriva) [Sesana]
- Carcàse (Krkavče) [Capodistria]
- Carli (Karli) [Capodistria]
- Carnizza (Krnica) [Capodistria]
- Cartinozza (Krtinovica) [Sesana]
- Casali di Dol (Dol pri Vogljah) [Sesana]
- Casali Maizzeni (Majcni) [Sesana]
- Casigliano di Sesana (Kazlje) [Sesana]
- Castel (Kastelec) [Capodistria]
- Castelgiovanni (Ivanji Grad) [Comeno]
- Cave Auremiane (Vremski Britof) [Divaccia]
- Cecovini (Čehovini) [Comeno]
- Cecuti (Čekuti)
- Cedola (Čedlje) [Isola]
- Centora (Čentur) [Capodistria]
- Cepichi, Villa Manzini (Čepki) [Capodistria]
- Cepinie (Čepinje) [Capodistria]
- Cerebizzi (Čerebici)
- Cerei 1 (Cerej 1) [Capodistria]
- Cerei 2 (Cerej 2) [Capodistria]
- Cernotti (Crnotiče, Črnotiče) [Capodistria]
- Cèsari (Čežarji) [Capodistria]
- Cettore, Settore, Vinizza (Cetore, Vinica) [Isola]
- Chervari (Krvavi potok) [Erpelle-Cosina]
- Chiampore (Čampore) [Capodistria]
- Cicuti (Čikuti) [Capodistria]
- Cìmici (Čimiči)
- Cippi (Čipnje) [Comeno]
- Clanzi in Valle (Klanec pri Komnu) [Comeno]
- Còbbia (Kobjeglava) [Comeno]
- Cobidil San Gregorio (Kobdilj) [Comeno]
- Cobolli (Koboli) [Comeno]
- Codreti (Kodreti) [Comeno]
- Collepiano- Boschini (Koromači-Boškini) [Capodistria]
- Colombano (Kolomban) [Capodistria]
- Comeno (Komen) [Comeno]
- Corgnale (Lokev) [Sesana]
- Corte o Corte Sant'Antonio (Dvori)
- Corte d'Isola (Korte) [Isola]
- Cosiane (Kozjane) [Divaccia]
- Cosina (Kozina) [Erpelle-Cosina]
- Coslovici (Kozloviči) [Capodistria]
- Cossovello (Kosovelje) [Sesana]
- Costabona (Koštabona) [Capodistria]
- Coticcina (Hotniča) [Erpelle-Cosina]
- Covedo (Kubed) [Capodistria]
- Crepegliano (Kreplje) [Sesana]
- Crevatini (Hrvatini) [Capodistria]
- Cribi (Hribi) [Sesana]
- Cristoglie (Hrastovlje) [Capodistria]
- Croce di Tomadio (Križ) [Sesana]
- Crussevizza (Hruševica) [Comeno]

#### D
- Danne o Danne di Divaccia (Dane pri Divači) [Divaccia]
- Danne di Sesana (Dane pri Sežani) [Sesana]
- Decani, Villa Decani (Dekani) [Capodistria]
- Dilizze (Dilici) [Capodistria]
- Diuci (Divči) [Comeno]
- Divaccia (Divača) [Divaccia]
- Dobraule di Tomadio (Dobravlje) [Sesana]
- Dobrava presso Isola (Dobrava) [Isola]
- Dolani (Dolani) [Capodistria]
- Dolanzi (Dolanci) [Comeno]
- Dol di Cristoglie, Villadolo (Dol pri Hrastovljah) [Capodistria]
- Dol Grande (Veliki Dol) [Sesana]
- Dolegna di San Giacomo (Dolenje) [Sesana]
- Dolenici (Doleniči)
- Draga o Draga di Capodistria (Draga) [Capodistria]
- Dragogna (Dragonja) [Pirano]
- Dulna (Odolina) [Erpelle-Cosina]
- Duòrani (Dvorani)
- Duori, Corte Sant'Antonio (Dvori) [Capodistria]
- Duori di Valmorasa (Dvori) [Capodistria]
- Duttogliano (Dutovlje) [Sesana]

#### F
- Fajti = Faiti
- Farančan = Faranzano
- Fičuri = Picchiuri
- Fijeroga = Figarola di Dragogna
- Fješa = Fiesso

#### G
- Gabrovica pri Črnem Kalu = Gabrovizza d'Istria
- Galantiči = Galantici
- Gažon = Gasòn
- Glavini = Glavini
- Glem = Geme
- Godinje = Godigna
- Gojaki = Goiacchi
- Golac = Gollazzo, Moncalvo
- Goreli = Gorelli
- Goreniči = Gorenici
- Gorgo = Gorgo
- Gračišče = Gracischie
- Gradin (Gradina) = Gràdena, castellano
- Gradišče pri Materiji = Gradischie di Castelnuovo
- Grahi = Grachi
- Grbci = Coreiege
- Gregoriči = Gregari
- Grinjan = Nigrignano
- Grintovec = Montetoso
- Gunjace = Gugnazzi

#### H
- Haristije, Hristije = Caristìe, Cristìe
- Hrastovlje = Cristoglie
- Hrib = Crib
- Hrvatini = Crevatini
- Hrvatini 2 = Crovatini di Costabona
- Hrvoji = Chervoi, Carvoi

#### I
- Ivankovec = Ivankovec
- Isola = Isola d'Istria

#### J
- Jagodje = Nuovo Insediamento Valleggia
- Jelarji = Elleri
- Jurinčiči = Giurassi

#### K
- Kampel = Campel
- Kapeliči = Capelli
- Karli = Carli
- Kastelec = Castelli, Castel
- Kaštelir = Albuciano
- Kastinjol = Castignòl
- Katinara = Cattinara d'Istria
- Kavaliči = Cavalli
- Kavalir = Cavaliér
- Kavarijola = Cavariola
- Kaverljak = Caverlago
- Klanec pri Kozini = San Pietro di Madrasso
- Kočjančiči = Cociancici
- Kolomban = San Colombano
- Kolombar = Colombera
- Koper = Capodistria
- Koromači – Boškini = Collepiano-Boschini, Ranoberdo-Boschini
- Korte, Dvori = Corte d'Isola
- Kortina 2 = Cortina di Duori
- Kortina 3, 4 = Cortina
- Kortine = Cortina
- Kortine 1,2 = Cortina, Sale sul Risano
- Kortivo = Cortivo
- Koščiči = Cosmici, Coschizzo
- Koštabona = Costabona
- Kozloviči = Coslovici
- Križišče = Crocera di Montetoso
- Križišče 2 = Crocera di Costabona
- Križišče 3,4 = Crosera
- Križišče 5 = Crosada
- Krkavče = Carcase
- Krmi = Chermi
- Krnica = Carnizza
- Krog = Rò
- Kubed = Covedo
- Kučibreg = Cucciani

#### L
- Labor = Laura
- Labor 2 = Laura, Làvera
- Labore = Làvore
- Liminijan = Limignano
- Lisine = Lisine
- Livižan = Livisano
- Loka = Lonche
- Loncan = Lonzano 2
- Lonzan = Lonzano
- Lopar = Loparo
- Loret = Loreto
- Lucija = Lucia
- Lukini = Lucchini

#### M
- Malija = Mallìa
- Manžan = Manzano
- Marezige = Maresego
- Maršiči = Màrsici
- Medijan = Modiano
- Medoši = Medossi
- Mihele = Micheli
- Miloki = Milocchi
- Milovi = Millovi
- Miši = Missi
- Mlini = Molini di Castelvenere
- Mlini 2 = Sant'Odorico
- Močunigi = Mocenigo
- Monte Seva = Monte Seva
- Montinjan = Montignano
- Morgani = Morgani
- Movraž = Valmorasa

#### N
- Na Vardi = Rombi
- Nargucan = Narguzzano
- Nasirec = Naserze, Nazire, Nazzire
- Norbed = Nòrbedi
- Novavas = Villanova di Pirano
- Nozed = Nosedo

#### O
- Obrov = Obrovo Santa Maria, Vallo nel Carso
- Očizla = Ocisla, Occusiano
- Olika = Olica
- Osp = Ospo

#### P
- Pačuk = Paciugo
- Paderna = Paderno
- Paderno = Paterno 2
- Padna = Pàdena
- Padvani = Padovani, Da Ponte
- Parecag = Parezzago
- Pašljon = Pissolòn
- Pavliči = Pàulici
- Pečki = Pécichi Sant'Antonio, Pechi
- Peraji = Perai
- Perarijol = Perariòl
- Peroni = Peroni
- Pesjanci = Valderniga
- Petrinje = Petrigna
- Pilun = Pilòn
- Piran = Pirano
- Pisari = Pìssari
- Piščine = Piscine
- Plama = Plama
- Planjave = Plagnave
- Plavje = Plavia Montedoro
- Plešivica = Sant'Elena
- Pobegi = Pobeghi
- Podgorje = Piedimonte di Taiano, Sottomonte
- Podgrad = Castelnuovo d’Istria
- Podpeč = Popecchio
- Podpeč = Popecchio
- Poletiči = Poletici
- Poljane pri Podgradu = Pogliane di Castelnuovo, Pollana
- Pomjan = Paugnano
- Pompijan = Pompiano
- Popetre = Popetra
- Portorož = Portorose
- Potok = Aquaro
- Prade = Prada
- Praproče pri Podpeč = Prapozze, Monte dei Popecchi
- Predloka = Prelocca
- Pregara = Pregara
- Prek = Prechi
- Premančan = Premanzano
- Prešnica = Bresenza al Taiano
- Preval = Campolìn
- Prušijani = Prussiani
- Pubrlici = Puberli
- Puče = Puzzole

#### R
- Račice = Racizze di Castelnuovo
- Rakitovec = Acquaviva della Vena, Raccotole
- Raven = San Pietro dell'Amata
- Reparec = Reparozzi, Villa dei Rippa, Repavaz
- Rižana = Risano
- Rojci = Roizzi
- Rokavci = Sabadini
- Ronek = Ronco
- Rožar = Rosariòl
- Rožiči = Ròsici
- Runkalda = Roncaldo

#### S, Š
- San Sergio (Črni Kal) [Capodistria]
- Semi (Dugo Brdo) [Capodistria]
- Settore, Vinizza (Cetore, Vinica) [Isola]
- Seča = Sezza
- Sečovlje = Sìcciole
- Šeki = Sechi
- Semedela = Semedella
- Semić = Semi
- Šikuri = Sicuri
- Širči = Sirci
- Škocjan = San Canziano
- Škofarji = Scòffari
- Škrlići = Schérlici
- Škrljevec = Scràlieva
- Slami = Slami
- Slum = Silùn Montaquila, Silino
- Šmarje = Monte di Capodistria
- Smokvica = Figarola
- Socerb = San Sérvolo
- Sočerga = San Quirico
- Soklani = Soclani
- Sokoliči = Socòlici
- Soniči = Sònici
- Spehi = Spechi
- Spodnje Škofije = Albaro Vescovà, Valmarìn
- Srednje Škofije = Albaro di Mezzo
- Srgaši = Sergassi, Ceresiòl
- Srmin = Sermino
- Stancija Vižini = Stanzìa Vigini
- Stanovi = Stanovi
- Staravas = Villavecchia
- Starod = Staràda, Castelvecchio
- Stepani = Stépani
- Strniči = Delbello
- Strunjan = Strugnano
- Švabi = Svabi
- Sveta Brida = Santa Brigida
- Sveti Anton = Sant'Antonio di Capodistria
- Sveti Jerneja = San Bartolomeo
- Sveti Maver = San Mauro
- Sveti Nikola = San Niccolò d'Oltra
- Sveti Stefan = Santo Stefano
- Sveti Tomaž = San Tomà
- Sveti Ubald = Sant'Ubaldo

#### T
- Tinjan = Antignano
- Tomašiči = Tomasici
- Topolovec = Tòppolo in Belvedere, Pioppino
- Trebeše = Trebesse
- Triban = Tribano
- Trsek = Tersecco
- Truške = Truscolo di Pugnano, Cerisiòl
- Tuljaki = Tuliachi
- Tuniši = Tonisce
- Turki = Turchi

#### U
- Urbanci = Urbanci

#### V
- Valdoltra = Valdoltra
- Valenta = Valenta
- Valiči = Vàllici
- Vanganel = Vanganello
- Vinica = Séttore
- Vinjole = Vignole
- Volarije = Vollarie
- Vrgaluc = Vergaluzzo
- Vršič = Vérsice
- Vrtine = Vertine
- Vuki = Vuchi

#### Z, Ž
- Zabavlje = Zabavia
- Zagrad = Montecarso
- Zanigrad = Sanigrado, Castel Sarnio
- Zazid = Sasseto
- Zburgo = Carlisburgo
- Žrnjovec = Cernova
- Zuccoli (Cokuli)
- Županeč = Zupanci
- Žusterna = Giusterna

## Istria croata

### Contea Istriana (Istarska Županija)

#### Città e dintorni di Pola (Pula)

##### Insediamenti e località
Il comune di Pola è diviso nei seguenti insediamenti (naselja):
- Isole Brioni (Brijuni)
- Pola (Pula), sede civica e comunale
- Stignano (Štinjan)

##### Circoscrizioni o Quartieri o Rioni
La città di Pola è divisa nei seguenti Comitati locali (Mjesni odbori) a cui afferiscono i rioni (četvrti):
| - Città Vecchia (Stari Grad) a cui afferiscono i rioni cittadini di: Città (Grad), San Martino (Sveti Martin), Port'Aurea (Portarata) e Arsenale (Arsenal) - Arena (Arena) a cui afferiscono i rioni cittadini di: Arena (Arena), Croatia e Stazione ferroviaria (Kolodvor) - Bussoler (Busoler) a cui afferiscono i sobborghi di: Bussoler (Busoler), Scattari (Škatari), Sichici (Šikići), Valmade, Moteserpo-Comunal (Monteserpo- Komunal), Kaiserwald e Campi d'Altura (Valtursko polje) - Castagner (Kaštanjer) a cui afferisce il rione cittadino di: Castagner (Kaštanjer) - Grega (Gregovica) a cui afferiscono i rioni cittadini di: Pragrande, San Michele (Sveti Mihovil), Ospedale (Bolnica) e Grega (Gregovica) - Monte Grande (Veli Vrh) a cui afferiscono i rioni cittadini di: Monte Grande (Veli Vrh), Paganor e Carsiole (Karšiole) e il sobborgo turistico di: Vallelunga - Monteparadiso (Vidikovac) a cui afferiscono i rioni cittadini di: Monte Rizzi (Monte-rizzi) e Drenovica - Monte Zaro (Monte Zaro) a cui afferisce il rione cittadino di: Monte Zaro (Monte Zaro) - Monvidal (Monvidal) a cui afferisce il rione cittadino di: Monvidal - Nuova Veruda (Nova Veruda) a cui afferiscono i rioni cittadini di: Monte Paradiso (Vidikovac) e le zone turistiche cittadine di: Marina Veruda, Fischerhutte e Bunarina - San Policarpo – Sisplaz (Sv. Polikarp – Sisplac) a cui afferiscono i rioni cittadini di: San Policarpo (Sveti Polikarp), Ospedale della Marina (Mornarička bolnica) e Sisplaz (Sisplac) - Siana (Šijana) a cui afferiscono i rioni cittadini di: Siana (Šijana) e Monteghiro e i sobborghi Valica – Illiria (Valica-Ilirija), Vidrian (Vidrijan) e Vernal - Stignano (Štinjan) a cui afferisce il rione cittadino di: Stignano (Štinjan) e le zone turistiche cittadine di: Puntacristo (Puntakristo), Puntisella (Puntižela), Valdežunac e Camulimenti e le isole di: San Girolamo (Sv. Jerolim), Cosada (Kozada) e Santa Caterina (Sv. Katarina) - Stoia (Stoja) a cui afferiscono i rioni cittadini di: Musil, Vergarola, San Pietro (Sveti Petar), Baracche (Barake) e Valcane (Valkane) e le zone turistiche cittadine di: Valovine e Stoia (Stoja) - Valdibecco (Valdebek) a cui afferiscono i sobborghi di: Valdibecco (Valdebek) e Dolinka - Veruda (Veruda) a cui afferiscono i rioni cittadini di: Veruda, Valsaline e le zone turistiche cittadine di Monsival, Saccorgiana e Verudella |

#### Città di Albona (Labin)

##### Insediamenti e località
Il comune di Albona è diviso nei seguenti insediamenti (naselja):
| - Albona (Labin), sede comunale - Bartici (Bartići) - Capelizza, Cappella Cappelletta (Kapelica) - Crainzi (Kranjci) - Fratta (Presika) - Gondali (Gondolići) - Glussici (Gora Glušići) - Marcegliani (Marceljani) - Montagna (Breg) | - Portalbona (Rabac) - Portolungo (Duga Luka) - Ripenda Cossi (Ripenda Kosi) - Ripenda Carso (Ripenda Kras) - Ripenda Verbanzio (Ripenda Verbanci) - Rogozzana (Rogočana) - Salaco (Salakovci) - Vines (Vinež) |

#### Città di Buie (Buje)

##### Insediamenti e località
La città di Buie è diviso in diversi insediamenti:
- Baredine di Buie (Baredine)
- Bibali (Bibali)
- Braichi (Brajki)
- Briz (Brič)
- Buie (Buje), sede comunale
- Buroli (Buroli)
- Caldania (Kaldanija)
- Canegra (Kanegra)
- Castelvenere (Kaštel)
- Collalto (Brdo)
- Crassizza (Krasica)
- Carsette (Kršete)
- Cucciani (Kućibreg)
- Gambozzi (Gamboci)
- Losari (Lozari)
- Madonna del Carso (Sveta Marija na Krasu)
- Marussici (Marušići)
- Merischie (Merišće)
- Momiano (Momjan)
- Oscurus (Oskoruš)
- Plovania (Plovanija)
- Tribano (Triban)

##### Rioni cittadini di Buie (Buje)
I rioni cittadini sono:
- Centro Storico
- Città Nuova
- Colle delle Scuole
- Stazione
- Rudine
- San Sebastiano
- Brolo
- Monte Baster
- Stanzia Rossa

#### Città di Cittanova (Novigrad)

##### Insediamenti e località
La città di Cittanova è divisa nei seguenti insediamenti (naselja):
- Antenale (Antenal)
- Businia (Bužinija)
- Cittanova o Cittanova d'Istria (Novigrad), sede comunale
- Daila (Dajla)
- Mareda (Mareda)

#### Città di Dignano (Vodnjan)

##### Insediamenti e località
La città di Dignano è diviso in insediamenti (naselja):
- Dignano o Dignano d'Istria (Vodnjan), sede comunale
- Gaiano (Gajana)
- Gallesano (Galižana)
- Peroi (Peroj)

#### Città di Parenzo (Poreč)

##### Insediamenti e località
La città di Parenzo è diviso in insediamenti (naselja):
- Antonzi (Antonci)
- Banchi (Banki)
- Bercici (Brčići)
- Balsarina (Bašarinka)
- Bonazzi (Bonaci)
- Bratovici (Bratovići)
- Buici (Buići)
- Cadumi (Kadumi)
- Cattuno (Katun)
- Cervera (Črvar)
- Chirmegnacco (Kirmenjak)
- Ciussi (Čuši)
- Cosini (Kosinožići)
- Cucaz (Kukci)
- Decovi (Dekovići)
- Filippini (Filipini)
- Foscolino (Fuškulin)
- Garbina (Garbina)
- Frassineto (Jasenovica)
- Gulich (Gulići)
- Gegni (Jehnići)
- Jacchi II (Jakići II)
- Radolovi (Ladrovići)
- Maggio (Veli Maj)
- Magrini (Blagdanići)
- Matterada (Materada Maj)
- Micatti (Mihatovići)
- Micetti (Mičetići)
- Micheli (Mihelići)
- Monghebbo (Mugeba)
- Monpaderno (Baderna)
- Monsalice (Mušalež)
- Monspinoso (Dračevac)
- Montisano (Montižana)
- Mottolini (Matulini)
- Parenzo (Poreč), sede comunale
- Porto Cervara (Červar-Porat)
- Racovazzi (Rakovci)
- Radamanni (Radmani)
- Radossi di Sbandati (Radoši kod Žbandaja)
- Rupeni (Rupeni)
- Rusi (Ružići)
- Sbandati (Žbandaj)
- Serraio (Šeraje)
- Spada (Špadići)
- Stancio (Stranići kod Nove Vasi)
- Stari (Starići)
- Stefani (Štifanići)
- Susgnano (Šušnjići)
- Valcarina (Valkarin)
- Varvari o Varvaro (Vrvari)
- Velenicco (Veleniki)
- Vesnaveri (Vržnaveri)
- Villaggio di Maggio (Mali Maj)
- Villanova del Quieto (Nova Vas)
- Vranni (Vranići kod Poreča)
- Zanzini (Cancini)

#### Città di Pinguente (Buzet)

##### Insediamenti e località
La città di Pinguente è suddivisa nei seguenti insediamenti (naselja):
| - Baredine (Baredine) - Barussici (Barušići) - Bencici (Benčići) - Berda di Sovignacco (Sovinjska Brda) - Bernobici (Brnobići) - Blàtina (Blatna Vas) - Brazzana (Pračana) - Câini (Kajini) - Carbocici (Krbavčići) - Carse (Kras) - Casa San Donato (Sveti Donat) - Castel Racizze (Račički Brijeg) - Cirités (Čiritež) - Cernizza Pinguentina (Črnica) - Chercus (Krkuž) - Cherti (Krti) - Clarici (Klarići) - Colmo (Hum) - Compagni (Kompanj) - Cossoriga (Kosoriga) - Cottole (Kotli) - Crusvari (Krušvari) - Duricici (Duričići) - Ercaucici (Erkovčići) - Forsici (Forčići) - Giuradi (Juradi) - Iuricici (Juričići) - Malacuba (Mala Huba) - Marcenigla (Marčenegla) - Marinzi (Marinci) - Martinzi (Martinci) - Marusca (Maruskici) - Medea (Medveje) - Milino Grande (Veli Mlun) - Milino Piccolo (Mali Mlun) - Monte di Racizze (Račički Breg) - Negrari (Negnar) | - Nugla di sopra (Gornja Nugla) - Paladini (Paladini) - Pengari (Pengari) - Penicici (Peničići) - Perzi (Perci) - Piedicucco (Podkuk) - Pinguente (Buzet), sede comunale - Pocecai (Počekaji) - Poglie di Rozzo (Ročko Polje) - Poglie di Sovignacco (Sovinjsko Polje) - Prodani di Pinguente (Prodani) - Racizze (Račice) - Rimignacco (Rimnjak) - Roma (Rim) - Rozzo (Roč) - Segnacco (Senj) - Salise (Salež) - Segliazzi (Seljaci) - Selsa (Selca) - Sirotici (Sirotići) - Sotto la Rupe (Podbrebar) - Sovignacco (Sovinjak) - Sovischine (Bartolići) - Stazione Rozzo (Stanica Roč) - Strana (Strana) - Sussici (Sušići) - San Giovanni (Sveti Ivan) - San Martino Pinguentino (Sveti Martin) - Schiulzi (Šćulci) - Scuiari (Škuljari) - Sterpeto (Štrped) - Ugrini (Ugrini) - Vetta (Vrh) - Zonti (Žonti) - Zugni (Cunj). |

#### Città di Pisino (Pazin)

##### Insediamenti e località
La città di Pisino è diviso in insediamenti (naselja):
- Bertozzi (Bertoši)
- Bottonega (Butoniga)
- Braicovici (Brajkovići)
- Castelverde di Pisino [o Gherdosella] (Grdoselo)
- Caschierga (o Villa Padova) (Kašćerga)
- Checchi (Heki)
- Chersicla (Kršikla)
- Ieseni (di Antignana) (Ježenj)
- Laurini (Lovrin)
- Lindaro (Lindar)
- Pisino (Pazin), sede comunale
- Pisinvécchio (Stari Pazin)
- Presani (Zabrežani)
- Sarezzo (Zarečje) (già Arezzo di Pisino)
- Terviso [o Villa Terviso] (Trviž)
- Traba Grande (Vela Traba)
- Valle di Zumesco (Zamaski Dol)
- Vermo (Beram)
- Zamasco (Zamask)

#### Città di Rovigno (Rovinj)

##### Insediamenti e località
La città di Rovigno è diviso in due insediamenti (naselja):
- Rovigno (Rovinj), sede comunale
- Villa di Rovigno (Rovinjsko Selo)

#### Città di Umago (Umag)

##### Insediamenti e località
La città di Umago è divisa in insediamenti (naselja):
| - Babici (Babići) - Bassania (Bašanija) - Cattoro (Katoro) - Cipiani (Čepljani) - Cresine (Križine) - Finida (Finida) - Giubba (Đuba) - Giurizzani (Juricani) - Gruppia (Grupija) - Madonna del Carso (Sveta Marija na Krasu) - Matterada (Materada) - Metti (Kmeti) - Monterol (Monterol) | - Monterosso (Crveni Vrh) - Morno o Morino (Murine) - Petrovia (Petrovija) - Salvore (Savudrija) - San Lorenzo (Lovrečica) - Seghetto (Seget) - Umago (Umag), sede comunale - Valizza (Valica) - Vardizza (Vardica) - Villania (Vilanija) - Zambrattia (Zambratija) |

#### Comune di Antignana (Tinjan)

##### Insediamenti e località
Il comune di Antignana è diviso in 8 insediamenti (naselja):
- Antignana (Tinjan), sede comunale
- Bercici (Brčići)
- Brecovici (Brečevići)
- Corridico (Kringa)
- Iacovici (Jakovici)
- Montreo (Muntrilj)
- Radetici (Radetići)
- Zusi (Žužići)

#### Comune di Arsia (Raša)

##### Insediamenti e località
Il comune di Arsia è diviso nelle seguenti frazioni o insediamenti (naselja):
- Arsia (Raša), sede comunale
- Barbi o Villa Barbich (Barbići)
- Bergodi (Brgod)
- Brovigne (Brovinje)
- Carpano (Krapan)
- Cerni (Crni)
- Cugno (Kunj)
- Diminici o Villa Diminici (Diminići)
- Dregne (Drenje)
- Lettaia (Letajac)
- Pesacco (Bršica)
- Poglie San Giovanni (Polje)
- Ponte d'Arsia (Most-Raša)
- Ravine (Ravni)
- San Bortolo (Sveti Bartul)
- Santa Marina d'Albona (Sveta Marina)
- Schitazza (Skitača)
- Squaransca (Škvaranska)
- Stanissovi (Stanišovi)
- Tonnara o Tunàrizza (Tunarica)
- Traghettari (Trgetari)
- Traghetto (Trget)
- Topit (Topid)
- Valmazzinghi (Koromačno)
- Viscovici (Viškovići)
- Vlasca (Vlaška)

#### Comune di Barbana d’Istria (Barban)

##### Insediamenti e località
Il comune è diviso in insediamenti (naselja):
- Balli II (Balići II)
- Barbana d’Istria (Barban), sede comunale
- Bassici (Bašići)
- Bicici (Bičići)
- Borini (Borinići)
- Bratelli (Bratulići)
- Cherbochi (Hrboki)
- Cosliani (Kožljani)
- Dolizza (Dolica)
- Dragosetti (Draguzeti)
- Fonte San Giorgio (Jurićev Kal)
- Glavani (Glavani)
- Golzana (Koromani)
- Gorizza (Gorica)
- Grandici (Grandići)
- Magnaorsi o Magnaduorzi (Manjadvorci)
- Medanzi (Medančići)
- Melnizza (Melnica)
- Orichi (Orihi)
- Petechi (Petehi)
- Percati (Prhati)
- Pontiera (Puntera)
- Raichi (Rajki)
- Rebeci (Rebići)
- Roinici (Rojnići)
- Saini di Barbana (Šajini)
- San Giovanni d'Arsa (Sutivanac)
- Sviti (Cvitići)
- Vadres (Vadreš)
- Varossi (Varož)
- Zeleschi (Želiski)

#### Comune di Canfanaro (Kanfanar)

##### Insediamenti e località
Il comune di Canfanaro è diviso in insediamenti (naselja):
| - Baratto di Canfanaro (Barat) - Braicovici (Brajkovići) - Babani (Bubani) - Burich o Burici (Burići) - Cervari (Črvari) - Dobrava (Dubravci o Dobravci o Dobrovae) - Rojal o Rojàl (Jural) | - Canfanaro (Kanfanar), sede comunale - Coreni (Korenići) - Curilli (Kurili) - Ladich o Ladici o Villa Ladetich (Ladići o Vladić) - Marich o Marici (Marići) - Morosini (Maružini) - Motoanci o Motocanzi (Matohanci) | - Morgani (Mrgani) - Ocretti (Okreti) - Pilcovici (Pilkovići) - Putini (Putini) - Sossi (Sošići) - Sorici (Šorići) - Zonti (Žuntići) |

#### Comune di Caroiba (Karojba)

##### Insediamenti e località
Il comune è diviso in insediamenti (naselja):
- Caroiba (Karojba), sede comunale
- Novacco di Montona (Motovunski Novaki)
- Raccotole di Montona (Rakotule)
- Scropetti (Škropeti)

#### Comune di Castellier-Santa Domenica (Kaštelir-Labinci)

##### Insediamenti e località
Il comune di Castellier-Santa Domenica è diviso in insediamenti (naselja):
| - Babici (Babići) - Bernobi (Brnobići) - Castellier (Kaštelir), sede comunale - Ceriani (Cerjani) - Ciòlin (Dvori) | - Cocianci (Krančići) - Covaz (Kovači) - Decli (Deklići) - Mechissi (Mekiši kod Kaštelira) - Rogovich o Rogovici già Stanzia Grande (Rogovići) | - Roiaz (Rojci) - Roschi (Roškići) - Santa Domenica (Labinci) - Tadini (Tadini) - Valenti (Valentići) |

#### Comune di Cerreto o Cerreto Istriano (Cerovlje)

##### Insediamenti e località
Il comune è diviso in insediamenti (naselja):
| - Bellai (Belaj) - Borutto (Borut) - Cerreto o Cerreto Istriano (Cerovlje), sede comunale - Draguccio (Draguć) - Moncalvo di Pisino (Gologorica) - Gradigne (Gradinje) - Grimalda (Grimalda) - Corelli (Korelići) | - Novacco di Pisino (Novaki Pazinski) - Olici (Oslići) - Pagobizze (Pagubice)- Papalenia - Paladin (Paladin) - Passo (Paz) - Previso (Previž) - Valle di Moncalvo (Gologorički Dol) - Zachelli (Zajerci) - Zusi (Ćusi) |

#### Comune di Chersano (Kršan)

##### Insediamenti e località
Il comune di Chersano è diviso in insediamenti (naselja):
| - Boglievici (Boljevići) - Boscosello [Blascovi] (Blaškovići) - Chersano (Kršan), sede comunale - Ciambarelli (Čambarelići) - Cosliacco (Kožljak) - Costerciani (Kostrčani) - Ersischie (Eržišće) - Felicia (Zatka Čepić) - Fianona (Plomin) - Iessenovizza [Santa Maria del Lago](Jesenovik) - Lanisce (Lanišće) - Lettai (Letaj) | - Piana d'Arsa (Polje Čepić) - Porto Fianona (Plomin Luka) - Purgaria (Purgarija Čepić) - Sottopedena (Podpićan) - Stepici (Stepčići) - Susgnevizza (Šušnjevica) - Vegliacchi (Veljaki) - Villa Lazzari (Lazarići) - Villanova (Nova Vas) - Vosilla (Vozilići) - Zagorie di Fianona ([Plominsko] Zagorje) - Zancovici (Zankovci) |

#### Comune di Fasana (Fažana)

##### Insediamenti e località
Il comune di Fasana è diviso in insediamenti (naselja):
- Fasana o Fasana d'Istria (Fažana), sede comunale
- Valbandon

#### Comune di Fontane (Funtana)

##### Insediamenti e località
Il comune di Fontane ha le seguenti località e insediamenti (naselja):
- Fontane (Funtana)
- Isolotto Grande Scoglio (Veliki Školj)
- Isolotto Gusti (Školj)
- Isolotto Scoglietto (Školjić)
- Isolotto Tufo (Tuf)
- Isolotto Scoglio Tondo (Tovarjež)
- Spiaggia di Valcanela (Valkanela)

#### Comune di Gallignana (Gračišće)

##### Insediamenti e località
Il comune di Gallignana è diviso in insediamenti (naselja):
- Batlugo (Batlug)
- Basgali (Bazgalji)
- Caligari (Jakačići)
- Gallignana (Gračišće), sede comunale
- Maddaleni (Mandalenčići)
- Montemillotti (Milotski Breg)
- Scopliaco (Škopljak)

#### Comune di Gimino (Žminj)

##### Insediamenti e località
Il comune di Gimino è diviso in insediamenti (naselja):
| - Balli I (Balići I) - Bencici (Benčići) - Carlovi o Carlovici (Karlovići) - Carniceri (Krničari) - Cere (Cere) - Cherzuli (Krculi) - Clìmini o Climni (Klimni) - Cresini (Kresini) - Crisanzi (Križanci o Kršanci) - Debegliuchi (Debeljuhi) - Damiani o Villa Damiani (Domijanići) | - Gimino (Žminj), sede comunale - Gradischie (Gradišće) - Grizzini (Gržini) - Iurici (Jurići) - Laghini (Laginji) - Mattiassi (Matijaši) - Medrosani o Modrussani (Modrušani) - Montecroce di Gimino (Krajcar Breg) - Musini (Mužini) - Orbani (Orbanići) - Pamici di Gimino (Pamići) | - Percaccini (Prkačini) - Piffari (Pifari) - Pucich o Pùcici o Villa Pucci (Pucići) - Rudani (Rudani) - Sagri (Žagrići) - Sivati (Šivati) - Staveri (Krculi) - Tomisici (Tomišići) - Vadedio (Vadediji) - Vidulini (Vidulini) - Zeci di Vallonga (Zeci) |

#### Comune di Grisignana (Grožnjan)

##### Insediamenti e località
Il comune di Grisignana comprende i seguenti insediamenti (naselja):
| - Antonzi (Antonci) - Castagna (Kostanjica) - Cuberton (Kuberton) - Grisignana (Grožnjan), sede comunale - Macovzi (Makovci) | - Martincici (Martinčići) - Piemonte d'Istria (Završje) - Sterna (Šterna) - Terre Bianche (Bijele Zemlje) - Vergnacco (Vrnjak) |

#### Comune di Lanischie (Lanišće)

##### Insediamenti e località
Il comune di Lanischie è diviso in insediamenti (naselja):
| - Bergozza (Brgudac) - Clenosciacco (Klenovšćak) - Danne (Dane) - Gelovizza (Jelovice) - Lanischie (Lanišće), sede comunale - Olmeto (Brest) - Pogacce (Podgaće) | - Praporchie (Prapoće) - Racia (Račja Vas) - Raspo (Rašpor) - Silun Mont'Aquila (Slum) - Trestenico (Trstenik) - Vodizze (Vodice) |

#### Comune di Lisignano (Ližnjan)

##### Insediamenti e località
Il comune di Lisignano è diviso in insediamenti (naselja):
- Altura di Nesazio (Valtura)
- Giadreschi (Jadreški)
- Lisignano (Ližnjan), sede comunale
- Monticchio Polesano (Muntić)
- Nesazio [antica Nesactium] (Nezakcij o Vizače)
- Porto Badò (Budava)
- Sissano (Šišan)

#### Comune di Lupogliano (Lupoglav)

##### Insediamenti e località
Il comune di Lupogliano è diviso in insediamenti (naselja):
- Aurania o Vragna (Vranja)
- Bogliuno (Boljun)
- Lesichine (Lesišćina)
- Lupogliano (Lupoglav), sede comunale
- Mandici o Piana di Bogliuno (Boljunsko Polje)
- Olmeto di Bogliuno (Brest pod Učkom)
- Semi (Semić)
- Villabassa (Dolenja Vas)

#### Comune di Marzana (Marčana)

##### Insediamenti e località
Il comune di Marzana è diviso in insediamenti (naselja):
- Bellavici (Belavići)
- Bratelli (Bratulići)
- Carnizza (Krnica)
- Castelnuovo d'Arsa (Rakalj)
- Cavrano (Kavran)
- Cregli (Hreljići)
- Cuici (Kujići)
- Divisici (Divšići)
- Filippano (Filipana)
- Iovici (Jovići)
- Lavarigo (Loborika)
- Marzana (Marčana), sede comunale
- Momarano (Mutvoran)
- Orbani (Orbanići)
- Pavicini (Pavićini)
- Peruschi (Peruški)
- Pinesi (Pinezići)
- Prodol (Prodol)
- Sarici (Šarići)
- Segotti (Šegotići)
- Vareschi Grande (Veliki Vareški)
- Vareschi Piccolo (Mali Vareški)
- Zucconi (Cokuni)

#### Comune di Medolino (Medulin)

##### Insediamenti e località
Il comune di Medolino è diviso in frazioni:
- Bagnole (Banjole)
- Medolino (Medulin), sede comunale
- Pomer (Pomer)
- Promontore (Premantura)
- Valsabbion (Pješčana Uvala)
- Vincural (Vinkuran)
- Vintian (Vintijan)

#### Comune di Montona (Motovun)

##### Insediamenti e località
Il comune di Montona è diviso in insediamenti (naselja):
- San Pancrazio o Bercaz (Brkač)
- Caldier (Kaldir)
- Montona (Motovun), sede comunale
- San Bortolo (Sveti Bartol)

##### Frazioni afferenti[11]
- San Pancrazio (Bercaz) afferiscono i seguenti abitati:

Battai (Bataji), Monte (Breg), Colleri (Kolari), Cragno (Kranceti), Labignani di San Pancrazio (Labinjani), Monforno (Monforno), Ravan (Ravan), Rodelli (Rudeli), Ruscnach o Rusniaco (Rušnjak), Romani (Romani), Sirotici o Rosso (Sirotići).
- Caldièr (Kaldir) afferiscono i seguenti abitati:

Berdari (Brdari), Bertossi (Brtoši), Bertossichi (Brtošići), Clarici (Klarići), Galli (Gali), Lazze o Ferri (Lazi), Monte Stefanich (Štefanićev Breg), Paladini (Paladini), Petretichi (Petretići), Prodani (Prodani), Stefanichi (Štefanići), Valenti (Valenti), Madrussa (Madruši), Svitichi o Zvitchi (Cvitki).
- Montona (Motovun) afferiscono i seguenti abitati:

Bosici (Božići), Diviachi (Divjaki), Dagostini (Dagoštini), Meloni (Meloni), Morari (Murari), Pavati (Pavat), Percichi (Perčići), Pissiglione (Pišiljon), Resari (Režari).
- San Bortolo (Sveti Bartol) afferiscono i seguenti abitati:

Bencici (Benčići), Cal (Kal), Calligari (Kaligari), Cotigi (Kotigi), Fiorini (Fiorini), Fleghi (Flegi), Giganti (Žugani), Labignani di San Bortolo (Labinjani), Locandici (Lokandići), Monte Belletich (Beletićev Breg), Pischi (Piški), Sciolazi (Šćulci), Sotto Iessica (Podjesika), Stanzia Flego (Flegova Stancija), Valenti (Valenti), Vesnaveri (Vežnaveri), Trippe (Tripe).

#### Comune di Orsera (Vrsar)

##### Insediamenti e località
Il comune di Orsera è diviso in insediamenti (naselja):
- Beghi (Begi)
- Bralici (Bralići)
- Delici (Delići)
- Geroldia (Gradina)
- Contessici (Kontešići)
- Marassi (Marasi)
- Orsera (Vrsar), sede comunale
- Prodani (Flengi)
- San Michele di Leme (Kloštar)

#### Comune di Pedena (Pićan)

##### Insediamenti e località
Il comune di Pèdena è diviso in insediamenti (naselja):
- Carbune (Krbune)
- Cucorini (Kukurini)
- Giacominici (Jakomići)
- Grobenico dei Carnelli (Grobnik)
- Mantovani (Montovani)
- Pedena (Pićan), sede comunale
- Santa Caterina (Sveta Katarina)
- Tupliaco (Tupljak)
- Villa Orizzi (Orič)
- Zaici (Zajci)

#### Comune di Portole (Oprtalj)

##### Insediamenti e località
Il comune di Portole è diviso in insediamenti (naselja):
- Benzani (Bencani)
- Craici (Krajići)
- Ceppich (Čepić)
- Golobici (Golubići)
- Gradigne (Gradinje)
- Ipsi (Ipši)
- Levade (Livade)
- Monti di Visintini (Vižintini Vrhi)
- Perelici (Pirelići)
- Portole (Oprtalj), sede comunale
- San Giovanni (Sveti Ivan)
- Santa Lucia (Sveta Lucija)
- Sorghi (Šorgi)
- Stridone, Stridone d'Istria o Sdregna (Zrenj)
- Visintini (Vižintini)
- Znidarici (Žnjidarići)

#### Comune di San Lorenzo del Pasenatico (Sveti Lovreč o Sveti Lovreč Paženatički)

##### Insediamenti e località
Il comune di San Lorenzo del Pasenatico è diviso in insediamenti (naselja):
- Capovici (Kapovići)
- Cheriachi (Heraki)
- Chersola (Kršuli)
- Ivici (Ivići)
- Iacchi (Jakići I)
- Iurzani (Jurcani)
- Lacovi (Lakovići)
- Laurècia (Lovreča)
- Mattosovi (Krunčići)
- Medachi (Medaki)
- Medivici (Medvidići)
- Orbani (Orbani)
- Paiari (Pajari)
- Perini (Perini)
- Pertinazzi (Frnjolići)
- Radici (Radići)
- Raichi (Rajki)
- San Lorenzo del Pasenatico (Sveti Lovreč) - sede comunale
- San Michele di Leme [monastero] (Kloštar)
- Sgrabici (Zgrabljići)
- Stranici di San Lorenzo (Stranići kod Svetog Lovreča)
- Villa Cecchi (Čehići)
- Villa Cnappi (Knapići)
- Villanova (Selina)
- Voschioni (Vošteni)

#### Comune di San Pietro in Selve (Sveti Petar u Šumi)

##### Insediamenti e località
Il comune di San Pietro in Selve ha un solo insediamento (naselja):
- San Pietro in Selve (Sveti Petar u Šumi)

#### Comune di Santa Domenica (Sveta Nedelja)

##### Insediamenti e località
Il comune di Santa Domenica è diviso in insediamenti (naselja):
- Sumberg o Casali Sumberesi (Šumber)
- Cere (Cere)
- Ersischie (Eržišće [Ržišće])
- Goglia Grande (Veli Golji)
- Goglia Piccola (Mali Golji)
- Iurassini (Jurazini)
- Marici (Marići)
- Marcozzi (Markoci)
- Paradiso (Paradiž)
- Riva Draga (Kraj Drage)
- Rusici (Ružići)
- Santa Domenica (d'Albona) (Nedešćina) - sede municipale
- Santalesi (Santalezi)
- Torre Annunziata (Snašići)
- Stermazio (Štrmac)
- Turini Grande (Veli Turini)
- Turini Piccola (Mali Turini)
- Vettua San Martino (Sveti Martin)
- Villa Frani (Frančići)
- Vrezzari (Vrećari)
- Zupanici (Županići)

#### Comune di Sanvincenti (Svetvinčenat)

##### Insediamenti e località
Il comune di Sanvincenti è diviso in insediamenti (naselja):
- Bibici (Bibići)
- Bercani (Brhanići)
- Boccordi (Bokordići)
- Boscari (Boškari)
- San Bricio (Bričanci)
- Butcovici (Butkovići)
- Zuccari (Cukrići)
- Zabroni (Čabrunići)
- Folli (Foli)
- Roveria (Juršići)
- Cranzetti (Kranjčići)
- Crasse o Marchetti (Krase)
- Paicovi (Pajkovići)
- Peresio (Peresiji)
- Radigosa (Pusti)
- Rapogni (Raponji)
- Resanci (Režanci)
- Salambati (Salambati)
- Smogliani (Smoljanci)
- Sanvincenti (Svetvinčenat), sede comunale
- Stanzia Malusa (Stancija Malusa)
- Stocozzi (Štokovci)
- Toffolini (Tofulini)

#### Comune di Torre-Abrega (Tar-Vabriga)

##### Insediamenti e località
Il comune di Torre-Abrega è diviso in insediamenti:
- Abrega (Vabriga)
- Fratta (Frata)
- Ghedda (Gedići)
- Perzi (Perci)
- Torre (Tar), sede comunale
- Villa Rossa o Rossini (Rošini)

#### Comune di Valle o Valle d'Istria (Bale o Bal)

##### Insediamenti e località
Il comune di Valle o Valle d'Istria è diviso in insediamenti (naselja):
- Carmedo (Krmed)
- Moncalvo (Golaš)
- Valle o Valle d'Istria (Bale o Bal), sede comunale

#### Comune di Verteneglio (Brtonigla)

##### Insediamenti e località
Il comune di Verteneglio è diviso in frazioni (naselja):
- Carigador (Karigador)
- Carse (Kras)
- Carsin (Kršin)
- Cattunari (Katunari)
- Cattunari Valle (Katunari Valle)
- Covri (Kovri)
- Fernetici (Fernetići)
- Fiorini (Fiorini)
- Grobizze (Grobice)
- Luconi (Lukoni)
- Marincici (Marinčići)
- Pisine (Pećine)
- Punta Grande (Punta Velika)
- Punta Piccola (Punta Mala)
- Radini (Radini)
- Scrignari (Škrinjari)
- Stanzia Druscovich (Stancija Drušković)
- Turini (Turini)
- Verteneglio (Brtonigla), sede comunale
- Villanova o Villanova del Quieto (Nova Vas)
- Valentici (Valentići)

#### Comune di Visignano o Visignano d'Istria (Višnjan)

##### Insediamenti e località
Il comune di Visignano è diviso in insediamenti (naselja):
| - Ansicci (Anžići) - Argentina (Srebrnići) - Baratto (Barat) - Barici (Barići) - Benzani (Benčani) - Brosquari (Broskvari) - Bueri (Bujarići) - Cerion (Cerion) - Civitani (Cvitani) - Colombera (Kolumbera) - Corazza (Vejaki) - Corlevi (Korlevići) - Cossutti (Košutići) - Curiavici (Kurjavići) - Declevi (Deklevi) - Decli (Diklići) | - Fabaz (Fabci) - Farini (Farini) - Gambetti (Gambetići) - Gracchi (Bucalovići) - Legovi (Legovići) - Maicussi (Majkusi) - Milanesi (Milanezi) - Milessi (Kočići) - Mondellebotte (Bačva) - Prazzari (Prašćari) - Percati (Prhati) - Persurici (Pršurići) - Radossi di Visignano (Radoši kod Višnjana) - Radovani (Radovani) - Raffaelli (Rafaeli) - Rappavel (Rapavel) | - Sinosi (Sinožići) - Smolizzi (Smolići) - Sterpazzi (Strpačići) - San Giovanni (Sveti Ivan) - San Marco (Markovac) - Senandraghi (Ženodraga)* - Stuti (Štuti) - Vascotti (Baškoti) - Verchiani (Vrhjani) - Visignano o Visignano d'Istria (Višnjan), sede comunale - Vrani di Visignano (Vranići kod Višnjana) - Zicori (Žikovići) - Zori (Zoričići) - Zusi (Žužići) |

#### Comune di Visinada (Vižinada)

##### Insediamenti e località
Il comune di Visinada è diviso in insediamenti (naselja):
| - Baichini (Bajkini) - Baldassi (Baldaši) - Bucori (Bukori) - Cerclada / Cerolada (Crklada) - Facchinetti (Danci) - Ferenzi (Ferenci) - Filippi (Filipi) - Grubissi (Grubići) - Iadrucchi (Jadruhi) | - Lassici (Lašići) - Marcovici (Markovići) - Mastellici (Mastelići) - Mechissi (Mekiši kod Vižinade) - Monte Lassici (Vrh Lašići) - Montepilato (Čuki) - Monteritossa (Brig) - Narducci (Nardući) - Ochinici (Ohnići) | - Pescovizza (Piškovica) - Stanissi (Staniši) - Trombal (Trombal) - Velli (Velići) - Visinada (Vižinada), sede comunale - Vranici (Vranići kod Vižinade) - Vragnasella / Vernisello (Vranje Selo) - Zermani (Vrbani) - Zudetti (Žudetići) |

### Località dell'Istria croata [comuni]

#### A
- Adorno = Villa Adorno
- Alberi = Alberi
- Altini = Altini
- Ančići = Ancici
- Anđeli = Angeli
- Andrejevići = Andreievici
- Andreti = Andretti
- Andretići = Andrétici
- Andrevići = Andrevici
- Anići = Anici
- Antenal = Antenale
- Antići = Antici
- Antonci 1,2 = Antonzi
- Antončići = Antoncici
- Antonin = Antonini
- Antunci = Antunzi
- Anžići = Ansicci di Montagnana
- Arbana = Arbana
- Argun = Argùn
- Arozani = Arosani
- Aštelići = Astéllichi

#### B
- Babići 1-3 = Bàbici
- Baci = Bazzi
- Bačica = Bartizza
- Bačva = Mondellebotte
- Bačvari = Gradina
- Baderna = Mompaderno
- Badnjevari = Bagnévari
- Bafi = Bafi
- Bagoci = Stanzìa Bagozzi
- Bajci = Bàizi
- Bajkini = Baichini
- Bajzaki = Pischin
- Baketi = Bachetti
- Bakotići = Bacotti
- Bakši = Bacsi
- Bakšoti = Bassotti
- Balači = Bàlaci
- Balarini = Nòscovi, Ballarini
- Balarini 2 = Ballarini di Cattuni
- Balbije = Balbie
- Baldaši = Baldassi
- Baldeti = Baldetti
- Bale = Valle
- Balići 1,2 = Bàlici
- Balići 3 = Balli di Gimino
- Bani 1,2 = Bani
- Baničići = Bànicici
- Banjole = Bagnoli di Pola
- Banki = Banchi
- Banki = Banco
- Bankovići 1- 3 = Bancòvici
- Banovci = Banovazzi
- Banovina = Banòvina
- Baračija = Barazìa
- Barani = Barani
- Barat 1 = Baratto di Canfanaro
- Barat 2 = Baratto di Visignano
- Barban = Barbana
- Barbariga = Barbariga
- Barbići = Villa Barbi
- Barbići 2 (Sùmbero) = Barbi
- Barboj = Barboi
- Baredine = Barédine di Buie
- Baredine 2 = Baredine di Pinguente
- Barešići = Barésici
- Baretini = Barettini
- Barići = Baricci, Bàrici di Visignano
- Barići = Viduzìa
- Baričko Selo / Baričevići = Baricèvici
- Baroni = Baroni
- Bartići = Chervatini
- Bartolići = Bartòlici
- Bartuli = Bàrtoli
- Bartulići = Bartòlici
- Barušiči = Barùsici
- Bašanija = Bassanìa
- Bašarinka = Balzarini
- Bašići = Bassi di Antignana
- Bašići 1- 5 = Bàsici
- Bašići 6 = Bàssici di Pisino
- Baškoti = Vascotti
- Bašoti = Bassotti di Gallignana
- Baštići = Bàstici
- Baštini 1,2 = Bastini
- Bataji = Battaia
- Bateli = Battelli
- Bateli 2 = Batelli (Barbana)
- Batlug = Batlugo
- Batvači = Valmadorso
- Bazgalji = Bàsgali
- Bazijaki = Baziochi
- Bazuje = Bazuie
- Begi = Casalazzi
- Beglani = Beglani
- Belaj = Bellai
- Belani = Béllani
- Belani = Bellini in Valdarsa
- Belas = Belasi
- Belasovi Dvori = Stanzìa Belasi
- Belavići = Bellàvici
- Belci = Belzi
- Beletićev Breg = Villa Belletti, Bellétici
- Belići = Bèlici
- Belići 2,3 = Belli di Cosliacco, di Felicia
- Beloči = Béloci
- Beloglavski Breg = Càrbune Alto
- Belušići = Bellusi
- Belvedere = Belvedere, Case Roman, Carigadoretto
- Benažići = Benassici
- Benažići 2 = Benasici
- Bencani = Benzani
- Benčani = Benzani
- Benčić = San Sérvolo
- Benčići 1-7 = Béncici
- Beneci = Venezia di Vettua
- Beneci 2 = Villa Venezia
- Beneži = Benesi
- Benići = Bènici
- Benuši = Benussi
- Beram = Vermo
- Betiga = Stanzìa Betica
- Bežići = Bèzici
- Bezjaki = Besiachi
- Biazijol = Biasiòl di Pola
- Bibali = Bìbali, Bìbaliborgo, Bìboli
- Bibići = Bìbici
- Bičići 2 = Bicicci (Barban)
- Bičići Dvori = Stanzìa Bìcici
- Bijakovići = Beacòvici
- Bijažići = Biasici
- Bijele Žemlje = Terre Bianche
- Biletići = Bilétici
- Bilići = Bìllici
- Biloslavi = Biloslavo
- Biribaći = Biribaci
- Biškupi = Bìscopi
- Blagdanići = Sbisà
- Blaškovići 1 = Blasconi, Blàscovi
- Blaškovići 2 = Boscosello
- Blaškovići 3, 4 = Blascòvici di Vettua, di Pedena
- Blaškovići 5 = Baracca di Chersano
- Blatnavas = Blàtina
- Blehani = Blècani
- Blek = Blechi
- Bležići = Blésici
- Bobolani = Bobolani
- Bodonivići = Bodonivici
- Bokordići = Boccordi
- Boljevići = Bogliévici
- Boljki = Bolichi
- Boljun = Bogliuno
- Boljunsko Polje = Piani di Bogliuno
- Bolkovići = Bolcòvici
- Bonaci 1,2 = Bonazzi
- Bonašeri = Bonasero
- Bonasin = Bonassini
- Bonašini 1,2 = Bonassini
- Boni = Boni
- Borik = Bora
- Borinići = Borini
- Borozija = Borosìa
- Bortolaši = Bortolazzi
- Borut = Borutto
- Boškari 1- 4 = Boscari
- Boskovi = Bòscovi
- Božci = Bòsici
- Božić = Molìn del Rio
- Božići = Bòsici
- Bracanija = Brazzanìa
- Brajani = Braiani
- Brajkov = Braico
- Brajkovići 1- 3 = Braicòvici
- Brajnovići = Brainòvici
- Brajuči = Bràiuci
- Bralići = Bràlici
- Branjeva = Bràgneva
- Brankovići = Brancòvici
- Brašćići = Bràschici
- Bratovići = Brattovi di Mompaderno
- Bratovići = Brattovi di San Giovanni
- Bratulići = Bratelli
- Bravar = Bràvar
- Bravari = Bràvari
- Brčani = Berzani
- Brčevac = Stanzìa Bèrcevaz
- Brci = Berzi
- Brčići 1,2 = Bércici
- Brčine = Bèrcine
- Brda = Berda di Bottonega
- Brdo 1 = Berdo
- Brdo 2 (Koštrčani) = Briani, Berdo, Colle di San Giorgio
- Brečević = Brecevici
- Brečevići = Brecévici 2
- Breg = Breghi di Merischie
- Breg = Breghi di Ripenda
- Breg = Sicul
- Bregi 1,2, 3 = Breghi di Abbazia, di Colmo
- Brekija = Brecchìa
- Brešani = Brèssani
- Brešća = Bresca
- Brešćančići = Zòvici
- Brešćići = Brìssici
- Brest = Olmeto di Pinguente
- Brest pod Učkom = Olmeto di Bogliuno, Olmetoreale
- Breza = Bresa
- Brežac = Bresazzi Pinguentino
- Brežani = Brésani
- Breznica = Bresnizza
- Brgad = Bergodi di Pinguente
- Brgod = Montalto, Bergòd
- Brgudac = Bergozza, Montalto nel Carso
- Brhaji = Bercai
- Brhanići = Stanzia Lois, Bercanici, Bercani
- Brič = Brizze, Briz, Pilo di Rovereto
- Bričanci = San Brizio
- Brig = Monteritossa
- Brigi = Caselazzi
- Brijavci = Briavaz
- Brinj = Brin
- Brinjani = Brignani
- Bristovača = Stanzìa San Germano, Bristovazza
- Brižac = Brisazio
- Brižace = Brisazza
- Brkač = San Pancrazio di Montona
- Brljafi = Bertiafi
- Brnažići = Bernàssici
- Brnci = Bernaz
- Brneči = Bérneci
- Brni = Berni
- Brnići = Bèrnici
- Brnobići 1,2 = Bernòbici
- Brnolići = Bernòlici
- Brnozi = Bernozzi
- Broskvari = Cassetti
- Brovinje = Brovigne
- Brseč = Bersezio
- Bršenja = Bersegna
- Brsentija = Bersentìa
- Bršica = Valpeocio, Bersizza
- Bršići = Bérsici
- Brtonići = Bertònici
- Brtonigla = Verteneglio
- Brtoša = Bertossa
- Brtoši = Bertozzi
- Brtoši = Bertozzi
- Brtošići = Bertossi
- Brula = Brullo
- Bruli = Bruli
- Brunići = Brunicci
- Brus = Brussi
- Brušići = Brùsici
- Brusini = Stanzìa Brussini
- Brutija = Bruttìa
- Bubani = Bùbani, Bàbani
- Bubići 1,2 = Bùbici
- Bučaji = Buzzai
- Bucalovići = Gracchi
- Budaki = Bùdachi
- Buduleri = Bodoleri
- Bugarini = Bulgarini
- Bujarići = Bueri
- Buje = Buie D'Istria
- Bujići 1- 3 = Bùici, Buich
- Bukići = Bochicci
- Bukori = Bùcori
- Bulići 1,2 = Bùlici
- Buljavac = Bugliavazzi
- Buljavci = Buliavaz
- Burgujići = Burguici
- Burići 1,2 = Bùrici
- Burjaki = Buriachi
- Burla = Stanzìa Burla
- Buršići 1- 5 = Bùrsici, Bursich
- Bušćina = Bàstina
- Busleti = Busletti
- Busuler = Bussolér
- Butkovići = Bucòvici
- Butkovići 2 = Paganor (Pula)
- Butoniga = Bottonega
- Butoraj = Buttorai
- Butori 1- 3 = Bùttori
- Buzečani = Busèciani
- Buzet = Pinguente
- Buzići = Bùzici
- Bužin = Busini
- Bužinija = Businìa

#### C
- Čabrnica = Zabernizza
- Čabrunići = Zabroni
- Čadri = Zadro
- Cakinji = Zacchigni, Zacchinìa
- Čambarelići = Ciambarelli
- Čamporovica = Cempanori
- Cancini = Sansa
- Carići = Zàrici
- Cecilija = Santa Cecilia
- Cedici = Céchici
- Čekovica = Cecovizza
- Celići = Cèlici
- Celija = Celia
- Čendarki = Cendarchi
- Čepić = Ceppi di Sterna
- Čepić = Felicia, Cèppici, Celiano
- Čepljani = Ceppiani, Cipiani, Cipriani
- Cere = Cere
- Cere = Cerre di Vettua
- Čerešnjevica = Cereseto, Ceresgnevizza
- Čerion = Ceriòn
- Cerjani = Ceriani
- Cerje = Villa Cérie, Cérie
- Černehi 1,2 = Cérneche, Cerneca
- Černekov Breg = Monte Cérneche
- Cerovci = Cerovazzi
- Cerovica = Santa Lucia di Albona
- Cerovlje = Cerreto Istriano
- Červari = Cervari
- Cesara = Cesara
- Cesari = Cesari
- Češići = Césici
- Četinići = Cetinici
- Čibrijan = Cibriàn
- Ciburi = Zìburi
- Cicerani = Cicerani
- Čifati = Cifati
- Cigari = Cigarisce
- Cikorići = Zicori
- Čimižin = Simisìn
- Cintinera = Centenara
- Čipri = Cipri
- Čipulova Stancija = Stanzìa Cipolla
- Čirenajka = Cirenaica
- Čirići = Cìrici
- Čiritež / Zakno = Cirités
- Čirkoti = Circoti, Berceneglia
- Čohilj = Zochil
- Coki = Zocchi di Fontane
- Cokuni = Zucconi
- Čopi = Ciopi
- Črklada = Cerclada, Cerelada
- Črlenica = Cerlenizza
- Črnac = Montecerna, Cernaz
- Črnci = Cerenzi
- Črnci = Cernizzi
- Crni = Pilésidi
- Crnibek = Cernibecco
- Črnica = Cernizza Pinguentina
- Črnigrad = Castelnero
- Črnjeka = Cernecca
- Crnjolevo = Cerniòlevo
- Črnjova stancija = Stanzìa Cérniova
- Črvar = Cervera
- Črvar-Porat = Porto Cervera
- Crveni vrh = Monte Rosso
- Čubani = Chiubàni, Ciubàno
- Čubani 2,3 = Ciùbani di Ieseni, di Gimino
- Čubanići = Ciubanici
- Čufe = Ciuffe
- Čuki = Monteritossa
- Cukrići = Zùccari
- Čuleti = Zuletti
- Čuleti 2 = Fabiani di Borutto
- Cunj = Zugni
- Čunjani = Zugnani
- Čunjini = Zugnini
- Čuši = Catossa
- Čusi = Ciussi
- Cveki = Zuecchi
- Cvitani 1,2 = Civitani
- Cvitići = San Giovanni d'Arsa
- Cvitići 2 = Sviti

#### D
- Daguzeti = Dragosetti
- Dajla = Dàila
- Danci = Stanzìa Danzi
- Dane = Danne
- Danijeli = Danieli
- Dausi = Dausi
- Debeli Bajci = Bàizi Maggiore
- Debeljuhi = Debegliuchi
- Defati = Dèfati
- Deklići = Decli 2
- Dekovići = Decòvi
- Delfini = Delfini
- Delići = Délici
- Demori = Stanzìa Demori
- Deškovići = Descòvici
- Detofi = Detòfi
- Dicijoli = Dizioli, Disioli
- Diklići = Decli
- Dikovići = Dicòvici
- Diminići = Dimìnici
- Diminići 2 = Villa Dominici
- Divijaki = Déviachi
- Divšići = Divisìci, Divisici
- Dobrani = Dobrani
- Dobrava = Dòbrava
- Dobreć = Dòbreci
- Dobrova = Selva, Dòbrova
- Dobrovica = Dobrovizza
- Dokići = Dòchici
- Dol = San Clemente in Valle (Hum)
- Dol = Valle di Vetta, Dol
- Dolčani = Dolciani
- Dolenza vas = Villabassa, Dolegna
- Dolica = Dolizza
- Dolinci = Bassanello, Bassanìa, Dolinzi
- Dolinci 2 = Dolinzi
- Dolinka = Valle Ronca
- Doljani = Dogliani
- Dombrilovi = Dòmbrilovi
- Domijanići = Damianici
- Donadići = Donadici
- Donci = Donci
- Dončići 1,2 = Dòncici
- Donj Picudo = Pizzudo Basso
- Donja Gomila = Gomilla Inferiore
- Donja Nugla = Nugla Inferiore
- Donji Babići = Vecchiuti, Bàbici
- Donji Katunari = Cattunari di Valle
- Donji Kraj = Crali Basso
- Donji Srbani = Serbani Inferiore (già Palisano)
- Donji Tankovići = Tancòvici
- Dračevac = Monspinoso
- Draga = Draga di Miluno
- Draga = Draga di Padova
- Draga = Draga di Rozzo
- Draga = Scampicchio, Draga di Felicia
- Dragolin = Dragolini
- Dragovanci = Dragovanzi
- Draguć = Draguccio
- Draguzeti = Dragosetti di Canfanaro
- Drakani = Dràcani
- Drakarovi Dvori = Vescovi
- Dražica = Drasizza
- Dražine = Dràzine
- Drenje = Drénie
- Drenje 2 = Dregne di Schitazza
- Drinovići = Drinovizze
- Drndići = Derùndici
- Drobesija = Drobesìa
- Dropići = Dròpici
- Druškovići = Druscòvici
- Đuba = Giubba
- Dubac = Dubaz
- Dubac = Dubaz
- Dubravci = Dòbrava
- Dubrova = Dùbrova
- Duga Luka = Portolungo
- Dugaca = Dogazza
- Dugići = Dùghici
- Duhići = Moscovicci
- Dujanići = Duiànici
- Dukići = Dùchici
- Dupci = Martinesi
- Duričići = Duricici
- Durin 1,2 = Stanzìa Durìn
- Dušani = Dùsani
- Duzice = Dusizze
- Dužići = Dùssici
- Dvori = Duori di Olmeto
- Dvorina = Duòrina
- Dvorine = Duòrine

#### E
- Erkovčići = Ercàucici

#### F
- Fabci = Fabaz
- Fabi = Fabi
- Fajmani = Faimani
- Fakini = Facchini
- Fakini = Facchini
- Fakinija = Facchinìa
- Falas = Stanzìa Falas
- Faldovija = Faldi
- Falori = Fàlari
- Fara = Farra
- Faraguni = Faraguni
- Farini = Farini
- Farkalonci = Nàsinovi
- Fatori = Fattori
- Fažana = Fasana
- Ferenci = Ferenti
- Fernetići = Fernétici
- Fero = Ferro
- Feštini = Festi
- Fičori = Fìciori
- Filarija = Filaria
- Fileti = Filetti
- Filići = Fìlici
- Filini = Filini
- Filipac = Stanzietta Filippini
- Filipaj = Filippai
- Filipana = Filippano
- Filipaši = Filippassi
- Filipi = Filippi
- Filipi = Stanzìa Filippi
- Filipići = Filippi
- Filipini = Filippini
- Findrlići = Finderli
- Fineda = Fineda
- Finida = Fineda di Parenzo
- Finida = Finida di Umago
- Finida 2 = Pozzo San Giovanni
- Finilići = Finilici
- Fiorini = Fiorini
- Fišter = Fister
- Fižela = Fisella, Finisella
- Flanki = Rumeni
- Flegi = Fleghi
- Flegi = Fleghi
- Flegova Stancija = Stanzìa Fleghi
- Flengi = Pròdani
- Floričići = Villa Floris
- Foli = Folli
- Folići = Felici
- Fondole = Stanzìa Fòndole
- Fonovići = Fonnòvici
- Fontana = Fontana di Pinguente
- Forca = Forza
- Forčići = Fòrcici
- Fornače = Fornace
- Fornažine = Fornasine
- Foškići = Fòschici
- Frančeskija = Franceschìa
- Frančetići = Francètici
- Franci = Franzi
- Frančići = Villa Franci
- Frančići 2 = Franci (Abbazia)
- Frančini = Franzini
- Francovići = Franzòvici
- Franelići = Franelli
- Franići = Frànici
- Frankovići 1- 2 = Francòvici
- Franole = Franole
- Fraškarija = Frascherìa
- Frata (Preseka) = Fratta Parentina
- Fratica = Fratizza
- Fratrići = Fratrizzi
- Fratrija = Fratrìa
- Fratrija 2 = San Pietro
- Freški = Freschi
- Frki = Ferchi
- Frlići = Frélici
- Frlini = Stanzìa Ferlini
- Frlini 1,2 = Frèlini, Ferlini
- Frmići = Fermi
- Frnjolići = Pertinazzi
- Fučki 1 = Fuchiacco
- Fumeti = Fumetti
- Funčići = Fùncici
- Funtana = Fontane
- Furlani = Furlani
- Furneti = Furnetti
- Fuškulin = Foscolino
- Fusuli = Fùsuli

#### G
- Gabrijelići 1,2 = Gabrielici
- Gabrinovica = Gabrinovizza
- Gačice = Gacizze
- Gadare = Gàderi
- Gaj = Gai
- Gajana = Gaiano
- Gajmani = Gaimani
- Gajmovići = Gaimòvici
- Galanti = Galanti
- Galantovi Dvori = Galante
- Gali = Galli
- Galići = Galli
- Galižana = Gallesano
- Galovići = Gallòvici
- Gambar = Gambari
- Gamberi / Gombero = Gamberi
- Gambetići = Gambetti
- Gamboci 1,2 = Gambozzi
- Garbina = Gàrbina
- Gašpari = Gaspari
- Gašparići = Gàsparici
- Gašparini = Gasparini
- Gedići = Ghedda
- Gilešići = Ghilésici
- Gipčica = Gipricizza
- Glabri = Glabri
- Glausić = San Giovanni d'Albona
- Glavani = Glàvani
- Glavanovi = Glavanovi
- Glavica = Glavizza
- Glavica = Glavizza di Nesazio, Casal Taguccio
- Glavići = Glàvici
- Glavoči = Castiglione
- Glištonija = Glestonia
- Gljušćići = Glùssici
- Gminići = Mìnici
- Gojaki = Giachi
- Gojtani = Goitani
- Golač = Golaz
- Golaš = Moncalvo di Valle
- Golčići = Gòlcici
- Goleševo = Golésevo, Golésovo
- Golobovo = Fondo Colomba
- Gologorica = Moncalvo di Pisino, Gologorizza
- Gologorički dol = Moncalvo di Sotto
- Golovik = Gallòvici
- Golubići = Bassanese, Golòbici
- Gondolići = Gòndali, Gòndul
- Gora Glušići = Glùssici
- Gorenja vas = Villalta, Goregna
- Gorica = Corizza
- Gorica = Gorizza
- Goričica = Goricizza
- Gorijani = Goriani
- Gorinci = Gorinzi
- Gorinja = Gorigna
- Gornja Gomila = Gomilla Superiore
- Gornja Nugla = Nugla Superiore
- Gornji Babići = Mamiloni, Bàbici
- Gornji Danci = Danzi di Sopra
- Gornji Kraj = Crai Alto
- Gornji Kraj = Crali Alto
- Gornji Picudo = Pizzudo Alto
- Gornji Rabac = Borogna
- Gornji Srbani = Serbani Superiore
- Gortanov Breg = San Michele in Monte, Fattoria
- Gospodi = Gospodi
- Grabeži = Grabesi
- Grabri = Grabri
- Grabrova = Gràbova
- Grabrovići = Le Galle
- Gračišće = Gallignana
- Gradina = Geroldìa, Caliseto al Leme
- Gradini = Gradini
- Gradinje = Gradigne
- Gradinje = Gradigne
- Gradišće = Gradischie di Barbana
- Gradišće = Gradischie di Gimino
- Gradole = Gradole
- Grandići = Gràndizzi
- Grandići 2 = Gràndici
- Grašići = Fuctar
- Gravišt = Gràviste
- Grčetići = Ghercetti di San Pietro
- Grci = Gherzi
- Grdinići = Gherdinici
- Grdo Selo = Castelverde, Gherdosella
- Grešti = Gresti
- Grezun = Gressòn
- Grgani = Gargani
- Grgeži = Gherghesi
- Grgorići 1,2 = Gregòrici
- Grgun = Gregori
- Grgurinčići = Gregorincici
- Grimalda = Grimalda
- Grimalda 1 = Villa Grimaldi di Portole
- Grimani = Grimani
- Grintavica = Grintavizza
- Gripole = Grippoli
- Grivun = Grivòn
- Grizili = Grìsili
- Grižinjana = Grisignana
- Grob = Cava
- Grobice = Grobizze
- Grobnik = Grobènico dei Carnelli
- Gromačari = Gromazzari
- Grožnjan = Grisignana
- Grozota = Garzotto
- Grubići = Grubissi di Cerclada
- Grubići 2 = Grùbici
- Grupija = Groppìa
- Gržani = Ghersani
- Gržetići = Ghersètici
- Gržići = Bertécici
- Gržići = Ghérsici
- Gržini = Grizini
- Gržini 1,2 = Ghersini di Bottonega, di Passo
- Gržinići = Ghersinici
- Gubavica = Gubovizza
- Gulići = Gùlici
- Guran = Gurano
- Guštini = Gustini

#### H
- Hajnožići = Bressacco
- Heki = Checchi
- Heraki = Cheriachi
- Hlistići = Clìstici
- Hrbatija = Cherbàtia
- Hrboki = Cherbochi
- Hrelji = Cregli
- Hreljići = Cregli
- Hreljiki = Bregliacco
- Hrestenica = Crestenizza
- Hrib = Crip di Sàlise
- Hrušćaki = Crùsciachi
- Hrvatin = Stanzìa Quarantotto
- Hrvatini = Crevàtini di Corridico
- Hrvatini = Crovatini di Montemillotti
- Hum = Colmo

#### I
- Ičići = Villa d'Icici
- Ika = Ica
- Ikani = Icani
- Ipši = Ipsi, Villa Isichi (Già Villa Felonese)
- Išići = Issici
- Istarske Toplice = Santo Stefano al Quieto (Gradaz)
- Ivančići = Ivancici
- Ivanići 1,2 = Ivànici
- Ivanuši = Ielci
- Ivanušići = Ivanòssici
- Iveći = Iveci
- Ivetići = Ivétici
- Ivići = Ivici
- Ivšići = Ivàsici
- Ivšišće = Iusischie
- Ivulići = Ivùlici

#### J
- Jadreški = Giadreschi, Giadrescova
- Jadroni = Giadroni
- Jadruhi = Iadrucchi
- Jakačići = Caligari
- Jakci = Iachizzi
- Jakci = Jacuzzi 2
- Jakići = Radònsici
- Jakići Donji = Iàchici Inferiore
- Jakići Gornji = Iàchici Superiore
- Jakolići = Giacòlici
- Jakomići = Giacòmici
- Jakovci = Iaconzi di Antignana
- Jakovići = Iacòvici
- Jakuci = Giacuzzi, Iacuzzi
- Jarbulišće = Erbulisce
- Jarpeta = Serpieri
- Jasenovik = Iessenovizza, Sucodru
- Jašići = Giàssici
- Jehnići = Iécnici
- Jelčići = Ielci di Pédena
- Jelenčići = Ieléncici
- Jelovci = Prenzi
- Jelovica = Abeto, Gelovizza
- Jelovica 2 = Gelovizza di Briani
- Jermani = Germani
- Jermanić = Jermanis
- Jermanija = Germania
- Jerolini = Ierolini, San Girolamo
- Jerončići = Ierònici
- Jesenovica = Frassineto, Giassenovizza, Iessenovizza
- Ježenj Malo = Iéseni Piccolo
- Ježenj Veliko = Iéseni Grande
- Ježi = Gezzi
- Jidaci = Idazzi
- Jiršići = Irsici, Jrsici
- Jopi = Iopi
- Josivić = Stanzìa Iosivici, Iòsivich
- Jovići = Iòvici
- Jukani = Iùcani
- Jukići = Iùchici
- Jukini = Udòvici
- Julići = Giùlici
- Junac = Iùnaz
- Junać = San Fabiano di Vettua
- Juradi = Giùradi
- Jural = Roiàl
- Jurani = Iùrani
- Jurasi = Iurasi
- Jurasi 2 = Iurassi del Sisol
- Jurati = Giurati
- Jurazini = Iuràssini
- Jurcani = Iùrsani
- Jurcanija = Vardabasso
- Jurdani = Giordani
- Juricani = Giurizzani
- Juricanija = Giurizzanìa
- Jurićev Kal = Golzana 2
- Jurići 1,2 = Iùrici
- Juričići = Iùricici
- Jurini = Iurini
- Juronić = Iurònici
- Jurovići = Iuròvici
- Juršići = Roverìa
- Juršići 2 = Iursici di Gimino
- Juršići 3 = Giùrsici
- Juršići 4 = Iùrsici di Chersano
- Jušani = Giùsani
- Jušići = Giùssici

#### K
- Kabolini Dvori = Cabola
- Kacana = Cazzana
- Kaćuli = Càzuli
- Kadrijol = Cadriòl
- Kadumi = Cadùn
- Kajićovi dvori = Furmiano, Stanzìa Càich
- Kajini = Càini
- Kajini = Càini
- Kal = Cal di San Bartolo
- Kalac = Calaz
- Kalafoti = Calafatti
- Kalavojna = Calavòina
- Kalčići = Càlcici
- Kaldanija = Caldanìa
- Kaldanija 2 = Caldania di Morno
- Kaldir = Caldiér
- Kali = Calli
- Kaligari = Calligari
- Kaligarići = Calligarici
- Kalina = Càlina
- Kalusovo = Calussi
- Kalužići = Calusi
- Kamena vas = Caminovassi
- Kaminjani = Camignani
- Kamuž = Camùs di Gradigne
- Kanal = Canale di Gallesano
- Kanal = Laco dei Montonesi
- Kanal = Làcota
- Kanal 2 = Canàl di Montona
- Kanceliri = Stanzìa Cancellieri
- Kancijanići = Canziani
- Kandelovo = Scarpozzi
- Kanfanar = Canfanaro
- Kantijer = Stanzìa ai Fossi
- Kapelica = Cappella, Capelizza
- Kapitanija = Capitania
- Kapitelova Stancija = Campitello
- Kapovi = Stanzìa Càpovi
- Kapovi Dvori= Chiàtici, Chiatich
- Kapovići 1,2 = Capòvici
- Kaprera = Caprera
- Karanija = Carania
- Karigador = Carigadòr
- Karlići = Carlici
- Karlovići 1,2 = Carlòvici
- Karojba = Caroiba del Subente
- Karpane = Càrpane
- Karpijan = Carpignano
- Karpinjan = Carpignano
- Karšete = Carsetti
- Kasabianca = Stanzìa Casabianca
- Kašćerga = Villa Padova, Cassierga, Vilal Baronia
- Kašćergani = Cascergani
- Kaštanjez = Castagnese
- Kašteja = Castello
- Kaštel = Castelvenere
- Kaštelani = Castellani
- Kaštelir = Castelliér di Sterna
- Kaštelir = Castelliér di Visinada
- Kaštelir = Stanzìa Castelliér
- Katarina = Santa Caterina
- Katići 1,2 = Càtici
- Katinići = Càttinici
- Katoro = Catòro
- Katorova Stancija = Stanzìa Cattaro
- Katorovo = Cattaro
- Katun = Cattuni di Cosliacco
- Katun = Cattuni di Mompaderno
- Katun Boljunski = Cattuni di Bogliuno
- Katun Gračanski = Cattuni di Gallignana
- Katun Grdoselski = Catùn
- Katun Lindarski = Cattuni di Lindaro
- Katun Trviški = Cattuni di Treviso
- Katunari = Cattunari di Valle
- Katunari 2 = Cattunari di Piscine
- Katuni = Cattuni Sumberese
- Kature = Càtture
- Kavci = Cauci
- Kavi = Cavi
- Kavran = Cavrano, Caveràn
- Kavrančevi Dvori = Cavranaz
- Kelci = Chelzi
- Kićer = Chizzer
- Kirci = Chirzi
- Kirčija = Chirzia
- Kirmenjak = Chirmignaco, Chirmignacco
- Kišići = Chìsici
- Klabot = Clabot
- Klaji = Clai
- Klana = Clana
- Klanac = Clana
- Klapčić = Clap
- Klarići 1-4 = Clàrici
- Klavar = Clavàro, Clavàr
- Klemenići = Cleménici
- Klena = Clena
- Klenovšćak = Clenosciacco
- Klesari = Clèsari
- Klimni = Climni
- Klis = Clissa, Clis
- Klobaci = Clobazzi, Clobassi
- Kloštar = Madonna del Lago
- Kluni 1,2 = Cluni
- Kmeti = Metti
- Kmeti 2 = Chemeti di Gimino
- Knapići 1,2,3 = Villa Cnappi
- Knapići 2 = Nàpici del Pasenatico
- Knapići 3 = Népici di Canfanaro
- Kocari = Cozzari, Cozzani
- Kočići = Milessi
- Kokuletovica = Cocaletto
- Kolombera = Colombera
- Kolumbanija = Colombanìa
- Kolumbera = Colombera
- Komarići = Comarici
- Komarija = Comarìa
- Kompanj = Compagni
- Komunci = Comunàl
- Komunela = Comunella
- Komuni = Comuni
- Končeta = La Concetta
- Konjsko = Zachei
- Kontežići = Contésici
- Konti = Conti
- Kontići = Còntici
- Kontija = Contea, Carigador
- Kontrada = Contrada
- Kontuši = Contusìa
- Konuč = Cònuci
- Koraca = Corazza
- Korelići = Corelli
- Korenica = Corenizza
- Korenići = Coreni
- Koreniki = Castiglione, Coronichi
- Korensko = Corensco
- Kori = Corri di Verteneglio
- Korlevići = Corlevi
- Kornerija = Cornerìa
- Koromačno = Valmazzinghi
- Koromani = Golzana
- Korona = Corona
- Korsija = Corsia
- Korte = Corte di Pinguente
- Kortinari = Cortinari
- Kortine = Cortina
- Kortivi = Cortivi
- Kortivo = Cortivo
- Koruna = Corona
- Kosi = Cossi
- Kosići = Merli
- Kosinožići = Cosinosi
- Kosoriga = Cossoriga
- Kosovija = Cossòvia
- Kosovina = Cossòvina
- Kostadini = Contadini
- Kostanija = Castagnìa
- Kostanjica = Castagna, Castagno, Castagneto, San Gallo, Madonna di Castagno, Santa Maria di Castanovizza
- Kostanjievica / Kostanjica = Castagna
- Kostelac = Castellàz
- Kostina = Costina
- Kostrćani = Costerciani
- Kostrčani = Zugli di Gallignana
- Košutići = Cosutti
- Kotigi = Còttighi
- Kotli = Còttole
- Kovači = Covacci
- Kovači = Covaz
- Kovri = Covri
- Kozeti = Cassetti
- Kozići = Còsici
- Kozljak = Cosliacco
- Kožljani = Cosliani, Cosliana
- Kožuli = Còsuli
- Kraj = Riva di Moschiena, Riva di Liburnia
- Kraj Drage = Riva Draga
- Krajcar Breg = Montecroce di Gimino
- Krajčići = Craicici
- Krajica = Craizza
- Krajići = Pignateri, Cràici
- Kramer = Cramer
- Kranceti = Cranzetti
- Krančetići – Labinjani = Canzetti –Albignani
- Krančići = Cocianci
- Krančići = Granzetti, Cranzetti
- Krančiva = Crànciva
- Kranići = Crainzi
- Kranjci = Crainzi
- Kranjčići = Craincici
- Kranjica = Cranizza
- Krapan = Càrpano
- Kras = Carso
- Kraš = Cras
- Kras 2 = San Clemente in Carso (Hum)
- Krase = Crasa
- Krase = Crasse di Sanvincenti
- Krase 2 = Crasse
- Krasica = Villa Gardossi, Crassizza, Carsanìa
- Krbavčići = Carbòcici
- Krbune = Carbune
- Krculi = Stàveri, Cherzul
- Kremenica = Cremenizza
- Kremenje = Iélici
- Kresini = Crèsini
- Kringa = Corridico
- Krištofići = Cristòfici
- Kriva = Criva
- Križančevi Dvori = Stanzìa Crisanici, Crisanich
- Križanci = Crisanzi 2
- Križarevica = Crisa
- Križići = Crìsici
- Križine = Crèsine
- Križišće = Crisisce (già Monte San Quirno, Val Moclele)
- Križman = Crismani
- Križmanići = Crismani
- Krkuž = Chercus
- Krmed = Carmedo, Carmé
- Krmenica = Montagnana d'Albona
- Krnelići = Carnielli
- Krnevali = Carnevali
- Krnica = Carnizza d'Arsa, Santa Maria della Cranizza
- Krničari = Carnicéri
- Krnjaloža = Corgnalosa
- Kropinjak = Cropignaco, Carpignaco
- Krota = Crotta
- Krpani = Cherpani
- Kršan = Chersano
- Kršanci = Crisanzi
- Krsani = Chersani
- Kršikla = Chersicla, Carsicola
- Kršin = Carsìn
- Krsonjin = Chersognìn
- Kršuli = Chersola
- Krti = Cherti
- Krtov Breg = Chertubrecchi (già Rupe di Ancino, Monte di Sinzino)
- Krug = Crò, Crug
- Krulčići = Crùlcici
- Krunčići = Mattòsovi
- Krušari = Crùssari
- Krušvari = Crùsvari
- Krvarići = Crovani
- Kuberton 1,2 = Cubertòn
- Kučeli = Cùceli
- Kučevari = Cucévari
- Kučići = Cucici
- Kuftići = Cùtici
- Kuhari = Martinazzi
- Kujići = Cùici
- Kuk = Cucco di Moscheina
- Kukci = Cucaz
- Kukići = Sclàvici
- Kukurini = Cucurini
- Kumparička = Stanzìa Comparisca
- Kunići = Cunizzi
- Kunini = Cùnini
- Kunj = Cugno
- Kurelovići = Curelòvici
- Kuretići = Curètici
- Kurili = Curilli
- Kurjavići = Corlevi
- Kurtinica = Stanzìa Curto, Curtinizza
- Kušer = Cuschie
- Kusići = Cùsici
- Kuvi = Cuvi
- Kužinići = Cussini
- Kvesti = Questi
- Kvira = Quira di Mune

#### L
- Labin = Albona
- Labinci = Santa Domenica di Visinada
- Labinjani 1,2 = Labignani
- Ladavci = Ladacci
- Ladeti = Ladeti
- Ladići = Làdici, Ladich
- Ladrovići = Radòlovi
- Laginji = Laghini
- Lagoniši = Laganisi
- Lajme = Làime
- Lakošeljci = Lacoseglia
- Lakovići = Lacòvici
- Lakuža = Valporticchio
- Lama = Lama
- Lanišće = Lanischie
- Lanišće = Lanischie di Felicia
- Lanterna = Lanterna
- Lašići = Làssici
- Latini = Latini
- Latkovići = Lacòvici
- Lavini = Levini
- Lavra = Laura
- Lazarići = Villa Lazzari
- Laze = Lasse di Clana, Lase
- Lazi = Lazze, Lezze
- Legovica = Legovizza
- Legovići = Legovi di Visignano
- Lenkovići = Lencovi
- Leprinčani = Leprinzani
- Lesišćina = Lesischine
- Letaj = Lettai, Letai, Letano
- Letajac = Lettaia
- Levade = Levade
- Licul (Radovići) = Villa Lizzul
- Liganj = Zigani
- Lindar = Lindàro
- Lindarski križ = Santa Croce di Lindaro
- Lipa = Lippa
- Lisac = Lisazzi
- Litara = Littori
- Livaki = Lìvachi
- Ližnjan = Lisignano
- Ljubićeva Stancija = Stanzia Liubici, Liubich
- Ljubići = Lùbici
- Ljubići 2 = Liùbici di Briani
- Ljubljanija = Lubianìa
- Ljubljiani = Lubiani
- Loborika = Làvarigo, Ràvarigo
- Lončari = Lònzari
- Lopatari = Lopatari
- Loškići = Lòschici
- Lovran = Laurana
- Lovranska Draga = Dosso di Laurana, Draga di Laurana
- Lovrečica = San Lorenzo di Daila
- Lovrečići = Lussètici
- Lovrencini = Lorenzini
- Lovrići = Lòvrici
- Lovrinići = Lovrinici
- Lovrinovići = Lovrinòvici
- Lovronci = Lovronzi
- Lozzari = Lozari
- Lučetići = Lucètici
- Lucijani = Luciani
- Ludici = Lùchici
- Lukac = Lucaz
- Lukačići = Lucacici
- Lukari = Lùcari
- Lukeži = Lucchesi
- Lukoni = Luconi
- Lukovići = Lucòvici
- Lupoglav = Lupogliano
- Lušeri = Lùseri
- Lušići = Lessici
- Luški = Luschi
- Luža = Lussa

#### M
- Mačići 1,2 = Màcici
- Mačini = Macino, Macini
- Maconje = Mazogne
- Maculi = Mazzucchi
- Madona = Campagnana, Madonna di Campagnana
- Magnadvorci = Magnaduorzi, Magnaorsi
- Magrini = Magrini
- Maieri 2 = Màieri di Sovignacco
- Majal = Millèvoi
- Majcani = Flabétici
- Majčići = Maicicci
- Majeri = Màieri di San Martino
- Majkusi = Ferletta, Maicussi
- Majmajola = Valmaiora
- Majnenti = Mainenti
- Makale = Macalé
- Makovci = Macovazzi
- Mala Huba = Uba Piccola
- Mala Traba = Traba Piccola
- Mala Učka = Villamonte, Montemaggiore d'Istria Piccolo
- Malaboti = Stanzìa Malabotti
- Malakrasa = Villa Crasca, Malacrasca
- Male Mune = Mune Piccolo
- Malenci = Malenzi
- Mali Brgud = Bergut Piccolo
- Mali Golji = Goglia Piccola
- Mali Kosi = Cossi Piccolo
- Mali Maj = Maio Piccolo
- Mali Mlun = Mulinpiccolo, Milino Piccolo
- Mali Turini = Turrini Piccola
- Mali Vareški = Vareschi Piccolo
- Mali Vrh = Montepiccolo
- Malini = Màlini
- Malinišće = Malinischie
- Mališi = Zigovi
- Mališini Dvori = Stanzìa Malisini
- Malotija = Malottìa
- Mamići = Màmici
- Mandalenčići = Maddaleni
- Mandalenčići = Maddaleni
- Mandalenići = Màndalenici
- Mandalina Vas = Villa Santa Maddalena
- Mandelići = Mandélici
- Mandići 1,2 = Màndici
- Mandrija = Mandria
- Mandriol = Mandriòl
- Mansinovi = Mansinovi
- Marana = Marana
- Marandini = Marandini
- Marasi = Marassi
- Marastun = Stanzìa Marastòn
- Marčana = Marzana
- Marcani = Marzani di Gallignana
- Marcani Lindarski = Marzani di Lindaro
- Marčeljani = Marcegliani
- Marčenigla = Marceniga, Marzanega
- Marčići = Busletti
- Marčići = Màrcici
- Marčilnica = Marcinizza
- Mareda = Mareda
- Marešići = Marésici
- Marfani = Marfani
- Marić = Stanzìa Mariccio
- Marići = Villa Mari
- Marići 2,3 = Màrici (Moschiena, Canfanaro)
- Marija na Krasu = Madonna del Carso
- Marinci = Marinzi
- Marinčići = Marincici
- Marinčovina = Marinciòvina
- Marinići = Màrinici
- Marinjaši = Maregnaschi
- Marišće = Marischie
- Mariškići = Marischici
- Mark = Stanzìa San Marco
- Markoci = Marcozzi
- Markolini = Marcolini
- Markovac = Villa San Marco, Marcovaz
- Markovac 2 = San Marco
- Markovići = Marcòvigi
- Markovići 2 = Marcòvici
- Maronići = Marònici
- Maršani = Marsani
- Maršeti = Marseti
- Martin = ìSan Martino Pinguentino
- Martina = Martina
- Martinci = Martini
- Martinčići = Martincici, Villa Amorosa
- Martinčići = Martini
- Martinčići 3 = Martincici di Zamasco
- Martinel = Martinél
- Martinski = Vettua San Martino
- Marušić = Stanzìa Marussi
- Marušići = Màruscici di Pinguente
- Marušići = Marussici
- Maružini = Morosini
- Maštelići = Mastélici
- Matelići = Matélici
- Matelići = Matelli
- Materada = Matterada
- Materada 1 = Materada
- Matijaši = Mattassi
- Matijaši = Mattiasi
- Matijašići = Mattiassici
- Matika = Stanzìa Màtica
- Matiki = Màtichi
- Matiši = Matisci
- Matiško = Mattisco
- Matohanci = Motoanci, Motocanzi
- Matošići = Mattòsici
- Matulini = Mattulini
- Matulji = Pattuglie
- Mavrići = Blasòvici
- Mavrići = Màurici
- Mavrovići = Mauròvici
- Mavrovija = Mauròvia
- Mažinela = Stanzìa Massinella
- Mažinjca = Masinizza
- Mazurija = Mazzorìa
- Mecari = Mezzari
- Mečarići = Mecùrici
- Mečetići = Micètici
- Medaki = Médachi
- Medančići = Medanzi
- Međari = Megiari
- Medci = Medizzi
- Medegija = Medeghìa
- Medelini = Medelini
- Medigi = Mèdighi
- Mednjan = Midiano, Medigliano, Medignano, Midniàn, Medolano
- Medolin = Montelino di San Vitale
- Medoši = Medusa
- Medulin = Medolino, Medelino
- Medveja = Medea
- Medveje = Medea
- Medvidići = Medìvici
- Mekelini = Mechelini
- Mekiši kod Vižinade = Mechissi
- Melnica = Melnizza
- Meloni = Meloni
- Menderi = Mendari
- Mengići = Ménghici
- Mengoti = Mengotti
- Merišće = Merischie
- Meštri = Mestri
- Mežarići = Mesàrici
- Mezgeci = Mesghizzi
- Mičini = Mìcini
- Mihani = Mìcani
- Mihatovići = Micatòvici
- Mihci = Micci
- Mihelići = Michélici
- Mihelići = Michélici
- Mihelišće = Michelisce
- Miholeši = Micolesi
- Miholji = Mìcoli
- Mihorići = Micòrici
- Mihotići = Perchi, Micòtici
- Mihovilčići = Stamberga
- Mijančići = Mianci
- Mikaljini = Michelini
- Mikoti = Micoti
- Mikulčići = Mìculici
- Milanezi = Milanesi
- Miletići = Milétici
- Milić = Melici
- Milić = Stanzìa Milici, Milich
- Milići 2 = Mìllici di Bellai
- Milinki = Milinchi
- Milohanići = Milocànici
- Milotić Breg = Montemilotti
- Milotići = Milòtici
- Milotski Breg / Milotič Breg = Montemillotti
- Milovac = Stanzìa Brusada
- Mišoni = Misoni
- Mitrovi Dvori = Stanzìa Mitri
- Mlake = Meliche
- Mlin = Il Mulino
- Mlinari 1,2 = Molinari
- Mlini = Molini di Cernizza
- Močibobi = Mocibobi
- Modrušani 1 = Modrussari di Carmedo
- Modrušani 2 = Medròsani, Modrussani
- Mofardini = Mofferdini, Monferdini
- Mohonći = Moconci
- Mohori = Mocòri
- Mohorići = Mocòrici
- Mokodonjo = Moncodogno
- Moljevi dvori = Moli
- Momikija = Momichìa
- Momjan = Momiano
- Monfaber = Monfàber
- Monfiorenca = Monfiorenza
- Monforna = Monforno
- Monsena = Monsena
- Monterol = Monteròl
- Montika = Mòntego
- Montižana = Montisana
- Montovani = Mantovani, Mantuani
- Montrin = Montrìno
- Morari = Murari, Morari
- Morganatici = Morgantici
- Morovići = Maròvici dei Carnelli
- Mošćenice = Moschiena
- Moščenička Draga = Valsantamarina, Draga di Santa Marina
- Most Raša = Ponte Arsia
- Motovun = Montona
- Mraki = Marachi
- Mrgani = Morgani
- Mrkoči = Marcozzi
- Mrleti = Marleti
- Mrliči = Mérlici
- Mrzlići = Merslici
- Mučan = Muciani
- Mučele = Le Muciele
- Mučići 2 = Mùcici
- Mučići 2 = Musici
- Mučitada = Moncittà
- Mugeba = Monghebbo
- Mulimenti = Carboneto
- Munci = Munzi
- Mundići = Mendici
- Mune = Mune di Chercùs
- Munida = Munida
- Muntić = Monticchio Polesano, Monteriol della Guardia, Monticelli
- Muntić 2 = Monticchio di Sissano
- Muntirun / Monteron = Monteròn
- Muntrilj = Montreo
- Muoro = Stanzìa Mauro
- Murage = Stanzìa Murago
- Murati = Murati
- Murine = Morno
- Mušaleć = Monsalice, Monsalese, Monte Salense
- Muškonada = Mosconada
- Muškovići = Muscòvici
- Musoga = Monsego
- Mutvoran = Momarano, Mommorano, Mommarano
- Muzari = Mùssari
- Mužići = Musini
- Mužini = Musini
- Muzlovci = Muslovaz

#### N
- Načinovići 1,2 = Nacinovi
- Nardiš = Nardis
- Nardući = Narduzzi
- Natori = Natòri
- Nedešćina = Santa Domenica d'Albona
- Negrin = Stanzìa Negré
- Nova Vas = Villanova d'Arsa, Noselo
- Nova Vas = Villanova di Parenzo
- Novaki = Novacchi di Sterna
- Novaki Motovunski = Novacco di Montona
- Novaki Pazinski = Novacco di Pisino
- Novavas = Villanova del Quieto
- Novigrad = Cittanova

#### O
- Obadi = Obadi
- Oblak = Oblog
- Obrš 1,2 = Obers
- Ogrinje = Ogrinie
- Ohnići = Ocnici
- Okmačići = Ocmàcici
- Oknovići = Onnòvici
- Okreti = Ocretti
- Omošćice = Omoschizze, Grimalduzza
- Opatija = Abbazia
- Opatija = Abbazia
- Opatija = Abbazia di Pietra Pelosa, Opatìa
- Opatija 3 = Abbazia di Bogliuno
- Oprič = Oprici
- Oprtalj = Portole
- Oraj = Orai
- Orbani = Ianchi
- Orbanići = Canascuro
- Orbanići = Orbanici
- Orbanići 2 = Orbani
- Orešići = Orèsici
- Orići = Orici
- Orihi = Orichi di Pinguente
- Orihi = Vòrichi
- Orijak = Oriachi
- Orlići = Orlici
- Orlovići = Orlòvici
- Orovići = Opàsici, Oravici
- Oršanići = Orsànici
- Oršići 1,2 = Orsici
- Osipi = Osipi
- Oslići = Oslici

#### P
- Pačići = Pàcici
- Padulj = Paduli
- Pagubice = Pagobizza
- Pajari = Pàiari
- Pajci = Pàizzi
- Pajići = Pàici
- Pajkovići = Paicovi
- Pakići = Pàchici
- Pakovići = Villa Pacòvici, Pacovi
- Paladići = Pàaladici
- Paladini = Paladini (comune di Pinguente)
- Paladini = Paladini (comune di Montona)
- Paledigija = Paledighia
- Palijon = Paliòn
- Paliska 1,2 = Palisca
- Paliski = Palischi
- Pamići = Pàmici di Gimino
- Pamići Petar = Pamici di San Pietro, di Pisino
- Papalenija = Papalenìa
- Papini = Papini
- Paradiž 1,2 = Paradiso
- Pardelj = Pardel
- Pariži = Parisi
- Paroni = Paroni
- Parunići = Parunici
- Pašini = Passini
- Pasjak = Passiacco, Canino
- Pastorčići = Pàstorsici, Pàstorsich
- Pavići = Pàvici 2
- Pavićini = Pàvici
- Pavletići 1,2 = Pàuletici
- Pavletići 2 = Pauletti di Zamasco
- Pavlići = Paulici
- Pavlija = paelìa
- Paz = Passo, Castelpasso
- Pažanići = Pàzanici
- Pazin = Pisino
- Pećina = Pècina di Colmo
- Pecinovi Dvori = Pécina
- Peculići = Pezzùlici
- Pekići 1,2 = Péchici
- Pekli = Pecli
- Pelegrin = San Pellegrino
- Peljaki = Pèliachi
- Pengari = Pengari
- Peničići = Penicici
- Peočići = Peocici
- Perači = Pèraci
- Perasi = Perasi
- Perci = Mérlici
- Perci = Perci
- Pereni = Pereni
- Peresiji = Peresio
- Periki = Périchi
- Perini = Perini
- Perinići = Perinici
- Perka = Perca
- Permani = Permani
- Peroj = Peroi di Grisignana
- Peroj = Peroi, Pedrolo, Petriolo
- Pertići = Pértici
- Peruški = Peruschi, Peveschi
- Peruško = Stanzìa Perisco
- Petehi = Pétechi
- Petehi = Pétechi
- Petehli = Pètecli
- Petercoli = Peterzoli
- Petrinčići = Petrincici
- Petrovići = Petròvici
- Petrovija = Petròvia, Abitanzia
- Pičan = Pedena
- Pici = Pizzi
- Picoparija = Pizzoparia
- Pifari = Pìffari
- Pijanela = Stanzìa Pianella
- Pijuki = Piuchi
- Pikulići = Picùlici
- Pilati = Pilati
- Pilati = Pilati
- Pilkovići = Pilcovi
- Pinčanj = Pinzani
- Pinezići = Pinesi
- Pinezići 2 = Pinessici, Pinézici di Corridico
- Pintori = Pintori
- Pirelići = Perelici
- Pišćeta = Pischietta
- Piškovica = Pescovizza
- Pištedi = Stanzìa Pistedi
- Pižanovac = Pisana, Pisanovaz
- Pizoni = Pisoni
- Pješčana Uvala = Porto Sabbioncello, Tadave
- Plehtini = Plèctini
- Plehuti = Blécoti
- Pletikos = Pleticos
- Pločevi Dvori = Stanzìa Plòceva
- Plomin = Fianona
- Plomin Luka = Porto Fianona
- Plovanija 1,2 = Plovània
- Plužina = Pluzina
- Pobri = Pobri
- Počekaji = Pocecai
- Pod Trebišća = Potrebischia
- Podboški = Poboschi
- Podbrdo = Sottocolle
- Podbreg = Piedimonte
- Podgaće = Pogacce
- Podgače = Pogacce, Podgace
- Podkuk = Piedicucco
- Podlabin = Pozzo Littorio, Piedalbona
- Podmaj = Pomai
- Podmeja = Sottomonte, Sottomea
- Podmerišće = Sottomerischie
- Podolići = Podòlici
- Podpićan = Sottopèdena
- Podrebar = Sottolarupe
- Podrecak = Podreca
- Podreka = Podreka
- Podrugovci = Podrùgova
- Podstranac = Podistranzi
- Polacet = Palazzetto
- Poležina = Polesina di Triscoli, Merlada
- Poli = Poli
- Polijanice = Polianizze
- Polikovahov = Policovacovo
- Polinezija = Polinesìa
- Poljaki = Pòliachi
- Poljana = Poliana
- Poljane = Pògliane del Quarnero
- Poljane = Pògliane di Bresa
- Poljanica = Poglianizza
- Poljari = Pogliari
- Polje = Poglie di Marceniga
- Polje = San Giovanni dei Negri, Polie
- Polje-Čepić = Poglie
- Pomani = Pomani
- Pomer = Pomèr
- Ponte Porton = Ponte Portone
- Poreč = Parenzo
- Poropat = Poropat
- Posert = San Martino d'Arsa
- Postaja Čabruniči = Ferma Zabroni
- Pošutići = Pasuttici
- Potočani = Potòciani
- Potohe = Potoche
- Potoki = Detani
- Pračana = Bazzana
- Praproče = Prapozze, Praporchie, Praporze, Prapoce di Lanischie
- Prašćari = Benleva, Prazzari
- Prašćari 2 = Praschiari
- Pražići = Presici
- Prčići = Perci
- Prčinići = Percinici
- Prdejci = Prolàici
- Preluk = Campeggio, Preluca
- Preseka (Frata) = Fratta Parentina
- Presika = Fratta d'Albona
- Previž = Previs
- Prhati 1,2 = Percati
- Pribetići =Antonzi
- Pričjak = Prìciachi
- Principi = Principi
- Prisadi 2 = Prisadi
- Pristava = Pristava
- Prisunac = Presuna
- Prkačini = Percaccini
- Prkaši = Percassi
- Prkovići = Pércovi
- Prkušnica = Torre Calioni
- Prnaž = Pernasi
- Prnići = Pérnici
- Prnjani = Porgnana
- Prodani = Pròdani
- Prodani = Pròdani di Pinguente
- Prodol = Villa Prodòl
- Prodol 2 (Marzana) = Predòl
- Prodol 3 = Prodòl di Bersezio
- Proština = Pròstina di Peroi
- Prsići = Scampicchio, Pérsici (Labin)
- Prsići 2 = Stanzìa Persici, Persich
- Prsići 3 = Pérsici di Sterna
- Pršurići = Persurici
- Pruhari 1,2 = Prùcari
- Pučići = Pùcici
- Puhari = Pùccari
- Puhari 2 = Pùcari di Carbune
- Puharski = Pucarschi
- Puhi = Toschiani di Bottonega
- Pula = Pola
- Pulari = Polari
- Pulići 1,2 = Pùlici
- Pulijer = Puliere
- Pulizoj = Stanzìa Polisoi
- Punta 1,2 = Punta
- Puntera = Pontiera
- Purgarija-Čepić = Purgarìa
- Purići = Pùrici
- Purini = Purini
- Puršiki = Pùrsichi
- Pusarovi Dvori = Pusar
- Pusti = Radigosa
- Pustijanci = Pustianzi
- Putini = Putini
- Pužane = Pùsane
- Puži = Posi

#### R
- Rabac = Porto Albona, Ràbaz
- Rabudri = Monfabio
- Racanija = Razzanìa
- Račički breg = Monte di Racizze
- Račja vas = Villa Racìa, Anseri
- Radani = Ràdani
- Rade = Rade
- Radeki Glavica = Radecca Superiore
- Radeki Polje = Radecca Inferiore
- Radeteci = Radètici
- Radice = Racizze
- Radići = Radini
- Radini 1,2 = Radini
- Radmani = Radmani
- Radoši kod Višnjana = Radossi di Visignano
- Radoši kod Žbandaja = Radossi di Sbandati
- Radoslavi = Radoslavi
- Radovan = Radòvani di Sbandati
- Radovani = Radovani
- Radovci = Radovazzi
- Radovići = Radovi
- Rafaeli = Raffaeli
- Rajići = Ràici
- Rajki 1,2 = Ràichi
- Rajki 3 = Ràico di Montreo
- Rajniž = Villa Rainis
- Rakalj = Castelnuovo d'Arsa
- Rakari = Raccari
- Raketići = Ràchetici
- Rakovci = Raccova
- Rakovići = Racòvici
- Rapavel = Rappavél
- Rapišći = Rapisci
- Rapki = Madonna dell'orto
- Raponja = Rapogna
- Raponji = Rapogni
- Raša = Arsia
- Rašani = Cerniuli
- Rasednik = Vivaio di Sàlvore
- Rašpor = Raspo
- Ravan = Ravan
- Ravni = Ràvine
- Ravnići = Ràunici
- Razmani = Ràsmani
- Rebići = Rébeci
- Reburići = Rebùrici
- Regancin = Reganzìn
- Regolići = Regòlici
- Rekanata = Recanata
- Relji = Regli
- Režanci = Resanzi
- Režari = Rèsari
- Ribari = Rìbari
- Ribarići = Ribarici
- Rigi = Righi
- Rim = Roma
- Rimanići = Rimànici
- Rimnjak = Rimniacco
- Rimska Vas = Villa Romana
- Ripenda Kras = Urbanzi
- Ripenda Verbanci = Verbanazio
- Rismanjica = Rismanizza
- Risovo = Rìsova
- Roč = Rozzod'Istria
- Ročko Polje = Piana di Rozzo, Polie di Rozzo
- Rodići = Rode
- Rogočana = Roccasana, Rogozzana
- Rogovići = Stanzìa Grande, Cemerici, Rogòvici
- Rogovići 2 = Rogòvici di Zamasco
- Rojci = Roiaz
- Rojnić = Stanzìa Sarisòl
- Rojnići 1- 3 = Ròinici
- Romani = Romani
- Rošini = Rossa
- Rotarija = Rottarìa
- Roti = Roti
- Rovini 1,2 = Rovini
- Rovinj = Rovigno
- Rovinjsko Selo = Villa di Rovigno
- Rožac = Rosazzo
- Rožar = Villa Rosario di Bottonega
- Roželija = Stanzìa Roselìa
- Roži = Rosi
- Rožići = Ròsici
- Rozmanija = Rosmania
- Rubinići = Rubinici
- Rudani 1,2 = Rùdani
- Rudeljići = Rudélici, Rùdelich
- Rudići 1,2= Rùdici
- Ruhci = Ruzzi, Ruschi
- Rukavac = Ruccavazzo, Manciano
- Rumanija = Romanìa
- Rumeni = Rumeni
- Rumini = Rumini
- Runek = Ronco
- Runke = Ronchi
- Runki = Ronchi
- Runki = Ronchi di Carbune
- Runkovci = Ronchi, Màtiscici
- Rupa = Rupa, Rupe
- Rupeni = Rupena
- Rupice = Rupe, Rupizze
- Rušanija = Russània
- Rušnjak = Rusgnano, Rugnaghi
- Rušnjak 2 = = Rusgnacchi di Montona
- Ružar = Rosario di Visinada
- Ružići = Rùzici di Sbandati
- Ružići 1-3 = Rùsici
- Rzišće = Ersischie

#### S, Š
- Sabadin = Sabadini
- Šajini 1- 4 = Saini
- Šajini–Cerje = Saini-Cerie
- Šajkovići = Saicòvici
- Sakoni = Tòncici
- Saladinka = Saladinca
- Salakovci = Sàlaco
- Salambati = Salambatti
- Salamuni = Salamuni
- Salamunišće = Salamonisce
- Salež = Sàlise
- Sališće = Sallischie
- Šalara = Salara
- Šalet = Saletto
- Šalterija = Salterìa
- Salvela = Salvella
- Salvela 2 = Stanzìa Selvella
- Samager = Samaghér
- Samli = Samoli
- Šandalj = Sàndali
- Sandari = Sandari
- Sankovići 1,2 = Sancòvici
- Santalezi = Santalesi
- Santići = Sàntici
- Santiči = Sàntici
- Šapjane = Sappiane
- Sarcija = Sarzìa
- Šarići = Sàrici
- Šared = Saredo
- Savičenta = Sanvincenti Piccolo
- Šavleti = Sauletti
- Šavli = Sàuli
- Savudrija = Salvore
- Sažoni = Sasoni
- Šćavonija = Schiavonìa
- Ščuca = Stiuzza
- Šćulci = Schiulzi di Montona
- Šćulci = Sciulzi di Marcenigla
- Šegalini = Segalini
- Segari = Segari
- Šegari = Sègari
- Šegari 1,2 = Sègari
- Šeget = Seghetto
- Šegotići = Segotti
- Sela = Sella di Bersezio
- Sela 2 = Sella del Caldiera
- Selca = Selsa
- Selce = Selza
- Selići = Sélici
- Selina = Villanova del Pasenatico
- Seljaci = Contadini, Seliaci
- Selo = Sella di Borutto
- Selvela 3 = Villa Selvella (Businìa)
- Šempolaj = San Pelagio
- Seni = Seni
- Senica = Senizza
- Senj = Segnacco
- Šeraje = Serraie
- Sergovija = Sergòvia
- Serpo = Serpo
- Šestani 1,2 = Séstani
- Šetepanovi Dvori = Settepani
- Ševe = Stanzìa Sieve
- Sidreti = Sidreti
- Šijana = Siana
- Šikići = Sìchici
- Sikotići = Sicòtici
- Šikuli = Siculi
- Šikuti = Sicuti
- Šilc = Scilzi
- Šilići = San Pelagio, Sìllich
- Šilići = Silici di Carbune
- Šilići = Silici di Montona
- Šiljanovi Dvori = Stanzìa Siliana
- Šimeči = Simetti
- Šimunčići = Dantignani
- Šimunčići = Simuncici
- Šimunetija = Simonettìa
- Šimuni = Simuni
- Šimuni = Simuni
- Sinčani = Sinzani
- Sinkovići = Sincòvici
- Sinožići = Sinosi, Sinòsici
- Šipar = Sipàr
- Šipraki = Siprachi
- Šironići = Sironici
- Sirotići = Siròtici
- Sirotnjak = Stanzìa Sirgnacco, Sirgnac
- Šišan = Sissano
- Šišovići = Sisòvici
- Šistak = Rosa
- Sitnica = Piscina, Piscine, Palù di Piscine
- Šivati = Sivati
- Skabići = Ghergosani
- Škabići = Scàbici
- Skalameri = Vosilla di Cosliacco, scalameli
- Škalnica = Scalnizza
- Škaraba = Scaraba
- Škarabija = Scarabia
- Škardonija = Scardonìa
- Škarjevac = Scàrlieva di Momiano
- Škarlanija = Scarlanìa
- Škatari = Scàttari, Scàtteri
- Škavnice = Scaunizza
- Škicini = Schizzini
- Škinjari = Schigneri
- Skitaća 1,2 = Schitazza
- Škodelin = Scudelìn
- Škofi = Scoffi
- Škopljak = Scopliacco
- Skorušica = Oscurus
- Škrajini = Scroini
- Škrapići = Scrapi
- Škrapna = Scrapna
- Škrbani = Schèrbani
- Škrbina = Scherbina
- Škrilje = Scriglie
- Škrilji = Latòvi
- Škrinjari 1,2 = Scrignari
- Škrokoni = Montisei
- Skropeti = Scropetti
- Škuljari = Scùiari
- Skvaranska = Squaransca
- Škvari = Squari
- Sladetija = Sladetìa
- Sladonja = Sladonia
- Slanići = Slànici
- Slavčići 1,2 = Slàucici
- Slivar = Slìvari
- Slivari = Slìvari
- Slokovići = Slocòvici
- Šmari = Smari
- Smilovići 1- 3 = Smilòvici
- Smokovica = Smocovizza
- Smokvica = Smoquizza d'Albona
- Smolići = Smòlici
- Smolići = Smolizzi
- Smoljanci = Smogliani
- Smoljani = Smògliani
- Snašići = Torre Annunziata
- Soldatići 1,2 = Soldatici
- Sorbar = Sorbàr, Sorbaro
- Šorgi = Sorghi
- Sori = Sori
- Šorići = Sòrici
- Soseči = Sòsseci
- Soši = Carso
- Sošići = Sossi
- Sošići 2 = Sòsici di Chersano
- Šoštari = Sòstari
- Šote = Sotte
- Sovinjak = Sovignacco
- Sovinjska Brda / Sovinjski Brijeg = Berda di Sovignacco
- Sovinjsko Polje = Polie di Sovignacco
- Soviština = Sovischine
- Špadići = Rato di Spada
- Špadići = Spadi, Spadici
- Špadići 2 = Spadici di Abbazia
- Spandiga = Spandiga
- Spanjoli = Spagnoli
- Španovići = Spanòvici
- Sparići = Mazzarini
- Špecijarija = Spezzierìa
- Spekula = Specola
- Špelići = Spelli
- Spici = Spizzi, Spitz
- Špilići = Spìlici
- Špina = Spina
- Špinel = Spinél
- Špinj = Spin
- Špinj = Spin
- Špinovci = Valle Sotto Spinosa, Spinosa
- Šporari = Sporari
- Sporinjane = Sporiniana
- Srbarica = Serbarizza
- Srbinjak = Serbignaco
- Srebrnići = Argentina
- Srgobani = Sergòbani
- Srgovići = Sergòvici
- Štala = Stalla
- Štalije = Stallie
- Stančići = Stàncici
- Stancija Angelini = Stanzìa Angelini
- Stancija Barbariga = Stanzìa Barbariga
- Stancija Barbo = Stanzìa Barbo
- Stancija Bembo 1 = Stanzìa Bembo
- Stancija Biazijol = Stanzìa Biasiòl
- Stancija Bradamante = Stanzìa Bradamante
- Stancija Bušeto = Stanzìa Bussetti
- Stancija Danelon = Stanzìa Danelòn
- Stancija Degengi = Stanzìa Deghenghi
- Stancija Gati = Stanzìa Gatti, Stanzìa Botti
- Stancija Gosana = Stanzìa Gosana
- Stancija Ivanec = Stanzìa Ivanzi
- Stancija Kalegari = Stanzìa Callegari
- Stancija Kamalić = Stanzìa Camalli
- Stancija Kanestrin = Stanzìa Canestrìn
- Stancija Kašćerga = Stanzìa
- Stancija Krševan = Stanzìa Crescevano
- Stancija Maricani = Stanzìa Bembo 2
- Stancija Marinoni = Stanzìa Marinoni
- Stancija Marinuco = Stanzìa Marinuzzo
- Stancija Moraši = Stanzìa Morassi
- Stancija Nažon = Stanzìa Nasòn
- Stancija NMenlopot = Stanzìa Valenzàn
- Stancija Padvan = Stanzìa Padovàn
- Stancija Peličeti = Stanzìa Pellizzetti
- Stancija Perić = Stanzìa Pirici, Perich
- Stancija Portun = Stanzìa Portòn
- Stancija Rabar = Stanzia Robano
- Stancija Radela = Stanzìa Rodella
- Stancija Rici = Stanzìa Rizzi
- Stancija Sajići = Stanzìa Sàici
- Stancija Sferko = Stanzìa Sferco
- Stancija Sladonija = Stanzìa Sladonia
- Stancija Valkanela = Stanzìa Valcanella
- Stancija Vegričani = Stanzìa Vegrizzani
- Stancija Vodopija = Stanzìa Vodopìa
- Stancija Vrgotin = Stanzìa Vergottini
- Stancija Zučin = Stanzìa Zuccìn
- Stankovci = Stancovici
- Stanica = Stanizza
- Staniši = Stanisiù
- Stanišovi = Stànissovi
- Štanjada = Stagnada
- Stanje = Stagne
- Stanjera = Stanzìa Stagnera
- Stanovići = Stanòvici
- Stara Gologorica = Moncalvo Vecchio
- Stara Stancija = Stanzìa Vecchia
- Staraj = Starai
- Stare Staze = Francolla
- Stari Pazin = Pisinvecchio
- Stari Previž = Previs Vecchio
- Stari Vrh = Montevecchio di Carnizza
- Starići 1,2 = Stàrici
- Štefanići = Stefani
- Štelko = Stelco
- Štemberga = Stemberga
- Stepančići = Casali Sumberesi, Sumberaz
- Štepca = Stepza
- Stepčići = Stépcici
- Šterna = Sterna
- Štifanići = Stifani
- Stihovići = Bélcici
- Štinjan = Stignano di Pola
- Stipančići = Stpàncici
- Stipani 1,2 = Stìpani
- Štoj = Stoi
- Stoja = Stoia
- Stojšići = Stoisici
- Štokovci = Stocozzi
- Stopinjak = Stopignacco
- Strana = Strana
- Stranići 1,2 = Strànici, Strànich
- Stranići kod Lovreča = Dodici
- Stranići kod N. Vasi = Strànici di Parenzo
- Strcaj = Sterzai
- Strika = Strica
- Strmac = Stermazio
- Strmice = Stermizze
- Strmolići = Stermòlici, Stérmolich
- Štrnina = Sterna
- Stroligarija = Stroligherìa
- Strpačići = Sterpazzi
- Štrped = Sterpeto
- Štrpin = Sterpìn
- Studena = Studena
- Stupari = Stùpari
- Stuparić = Stuparici (già Lavareto)
- Stupice = Montecolonna
- Šturmari = Sturmari
- Štuti = Stuti
- Sučići = Sùssici
- Šudići = Sudici
- Šufići = Sùfici
- Šugari = Sugari
- Šugovica = Sugovizza
- Šujevići = Suiévici
- Šumber = Sùmbero, Ciniana
- Šumberac 2 = Sùmberaz
- Šupljici = Sùplizi
- Šurani = Sùrani
- Šurida = Casal Surizzo
- Šurijani = Suriani
- Surjani 2 = Suriani
- Šušići = Susi di Villabassa
- Sušići = Sùsici
- Šuški = Passudìa
- Šušnjevica = Valdarsa, Valdarese, Frascati d'Istria, Susnievizza
- Sušnji = Susni
- Šušnjići = Sùsnici
- Svaljinci = Svaglinci
- Šverki = Sterchi
- Sveta Jelena = Sant'Elena
- Sveta Katarina = Santa Caterina
- Sveta Lucija = Santa Lucia di Portole
- Sveta Nedelja = Santa Domenica
- Sveta Marina = Santa Marina
- Sveti Anton = Sant'Antonio di Medea
- Sveti Anton = Sant'Antonio di Moschiena
- Sveti Bartol = San Bartolomeo di Montona, San Bortolo
- Sveti Donat = San Donato
- Sveti Duh 1,2 = Santo Spirito
- Sveti Florijan = San Floriano del Carso
- Sveti Francisk = San Francesco di Laurana
- Sveti Ivan = San Giovanni del Carso
- Sveti Ivan = San Giovanni della Vigna
- Sveti Ivan = San Giovanni di Moschiena
- Sveti Ivan = San Giovanni Pinguentino
- Sveti Ivan Kornetski = San Giovanni della Corneta
- Sveti Ivan od Šterne = San Giovanni della Cisterna
- Sveti Juraj = San Giorgio
- Sveti Jušt = San Giusto di Felicia
- Sveti Kvirin = San Quirino
- Sveti Kvirin = San Quirino di Sovignacco
- Sveti Lazar = San Lazzaro di Montona
- Sveti Leonard = San Leonardo di Portole
- Sveti Lovreč Labinski = San Lorenzo d'Albona
- Sveti Lovreč Pazenatički = San Lorenzo del Pasenatico
- Sveti Maver = San Mauro di Momiano, San Moro
- Sveti Nikola = San Niccolò d'Ica
- Sveti Petar = San Pietro
- Sveti Petar = San Pietro d'Aurania
- Sveti Petar = San Pietro in Sorbàr
- Sveti Petar 2 = San Pietro di Salvore
- Sveti Petar u Šumi = San Pietro in Selve
- Sveti Servulo = San Servolo di Businìa
- Sveti Stjepan = Santo Stefano di Lesischine
- Sveti Valentin = San Valentino
- Svetivinčenat = Sanvincenti
- Švići = Svici

#### T
- Tadini = Tadini
- Tagori = Tagori dei Banchi
- Tajmari = Taimari
- Tar = Torre
- Tarkusi = Tarcusi
- Tarloni = Terloni
- Tašalera = Tasalera
- Taškerovi Dvori = Tàscheri
- Tavijanija = Tavianìa
- Tedeji = Tèdole
- Tenčići = Tèncici
- Terlevići = Terlévici
- Tibole = Tìbole
- Tičan = Tizzano
- Tinjan = Antignana
- Tomani = Tomani
- Tomašići 1,2 = Tomàsici
- Tomažini = Tomasìn
- Tomelina = Tomellina
- Tomicini = Tomizzi
- Tomišići = Tomìsici
- Tončetići = Toncétici
- Tončići = Tòncici
- Tončinići = Toncini, Toncinici
- Toničevci = Vinodolzi
- Tonšići = Tònsici
- Topit = Topit
- Torcija = Torzia
- Tornina = Tornina
- Toškani = Toscani
- Trampuš = Trampus
- Travalja = Travaglia
- Travičići = Périnici, Travicici
- Trdoslavići = Terdoslavici
- Trebišća = Trebischia
- Trget = Traghetto
- Trgetari = Traghettari
- Triban 2 = Tribano di Buie
- Trilj = Terli
- Tripari = Tripari
- Trkovci = Tercovici
- Trkuši = Tarcussi
- Trombal = Trombàl
- Trošti 1,2 = Trosti
- Trsićani = Térsiciani
- Trstenik = Terstenico
- Trtini = Tértini
- Trviž = Treviso, Villa Treviso
- Trzeti = Terseti
- Tučići = Tùcici
- Tuliševica = Tulliano, Tulisevizza
- Tumpići = Tùmpici
- Tupalica = Tupolizza
- Tupljak = Tupliacco
- Turanj = Turani
- Turini = Turini
- Turki 1,2 = Turchi
- Turkija = Turchia
- Turnina = Turnina

#### U
- Ubasica = Valdivagna, Ubasizza
- Učeta = Ucetta
- Učići = Ucici di Ràvine
- Ugrini = Ugrini
- Ukotići = Ucòtici
- Umag = Umago
- Ungerija = Ungheria
- Urihi = Urichi
- Ušići = Stanzìa Ussici 1
- Ušićovi dvori = Stanzìa Ussici, Ussich, Usich

#### V
- Vabriga = Abrega
- Vachtel = Stanzìa Wachtel
- Vadediji = Vadédio
- Vadrež = Vadres, Vadrich
- Vala Belajska = Vagliani Posert
- Valanovići = Valanòvici
- Valari = Valari
- Valbandon = Valbandòn
- Valbonaša = Valbonassa
- Valbruna = Valbruna
- Valdebek = Valdibecco
- Valdenaga = Valdenaga
- Valenti = Valenti 2
- Valentići 1,2 = Valenti
- Valeta = Valletta
- Valeti = Valetti
- Valfontane = Valfontane
- Valica = Valle, Valizza
- Valići = Vàlici
- Valkarin = Valcarino
- Valkovići = Valcòvici
- Valle = Valle
- Valmale = Valmale
- Valsamova Stancija = Stanzìa Wassermann
- Valtinjana = Voltignana
- Valtura = Altura di Nesazio, Santa Maria di Altura, Montisèl della Guardia
- Vančići = Vàncici
- Vardica = Vardizza
- Varljeni = Varlieni
- Varoš = Varos
- Vas Makarunska = Maccaroni
- Vašanska = Vassansca
- Vedež = Vedes
- Vejaki = Corazza
- Vela Stancija 2 = Villa Cesari
- Vela Stancija 3 = Stanzìa Grande
- Vela Traba = Traba Grande
- Vela Učka = Montemaggiore d'Istria Grande
- Velanov Breg = Prèsani
- Vele Mune = Mune Grande
- Veleniki = Velénichi
- Veli Golji = Goglia
- Veli Kalcini = Calcini
- Veli Mlun = Mulingrande, Milino Grande, Miluno
- Veli Turini = Villa Turrini
- Veli Vrh = Montegrande
- Velići = Velli di Ferenzi
- Velika stancija = Stanzìa Granda
- Veliki Brgud = Bergut Grande
- Veliki Kosi = Cossi Grande
- Veliki Maj = Maio Grande
- Veliki Škljonki = Slonchi
- Veliki Vareški = Vareschi Grande
- Veljaki = Vegliacco, Vegliachi
- Veljani = Véliani
- Velovići = Vellòvici
- Venela = Venella
- Veprinac = Apriano
- Verona = Villa Verona
- Veruda = Veruda
- Verudela = Verudella
- Veselići = Vesèlici, Vesselizze
- Veštar = Vestre
- Vicani = San Bàrtolo, Vizzani
- Vid = San Vito di Umago, Smerghìa
- Vidaci = Vidazzi, Veduzzi
- Videtići = Videti
- Vidulini = Vidulini
- Vidulini = Vidulini
- Vilanija = Villanìa
- Vinečani = Vinezzani
- Vinež = Vines
- Vinjal = Stanzìa Vignale
- Vinjarija = Vignarìa
- Vinjeri = Villa Veniér
- Vinkuran = Vincuràl, Vincolano, Vencorallis
- Vintijan = Vintiano
- Vipoda = Vipoda
- Viškovići 1,2 = Viscòvici
- Višnjan = Visignano
- Visoće = Vìssace
- Viturija = Vittorìa
- Vizače (Nezakcji) = Nesazio, Visazze
- Vižinada = Visinada
- Vižinada 2 = Visinada di Castelvenere
- Vižini = Vigini
- Vižintini 1,2 = Visintini
- Vižintini vrhi = Monti Visintini
- Vlakovo = Vlàcovo
- Vlašić = Stanzìa Vlàsici, Vlasich
- Vlašići = Valacchi di Tupliacco
- Vlašići = Vlàsici di Carbune
- Vlasini = Vlàsini
- Vlaška = Vlasca
- Vlastelini = Glabonizza
- Vodice = Vodizze, Acqui
- Vodnjan = Dignano D'Istria
- Vojići = Vòici
- Vojvodići = Voivòdici
- Volarija = Rudigliano, Volarizza
- Volme = Olmi
- Volosko = Volosca
- Volparija = Volparìa
- Volpija = Volpìa
- Vošteni = Voschioni
- Vozilići = Vosilla
- Vranci = Pranzi
- Vranići 1,2 = Vrànici
- Vranići kod Višnjana = Vrani, Vrànici di Visignano
- Vranja = Aurània, Vragna
- Vranje Selo = Vernisello, Vragnasella
- Vrbanci = Verbanzi
- Vrbani = Vérbani
- Vrećari = Vlàcici
- Vrgal = Vergàl
- Vrgotin = Vergottini
- Vrh = Vetta di Pinguente
- Vrh Čimić = Monte Cimici
- Vrh Lašići = Monte Làssici
- Vrhi = Monti di Draguccio
- Vrhjani = Vérchiani
- Vrljak = Verliacco
- Vrnjak = Vergnacco
- Vrsar = Orsera
- Vršić = Vérsici
- Vrtaca = Vertazza
- Vrtine = Vèrtine, Altole
- Vrtlići = Vertlici
- Vrulja = La Vruglia
- Vrvari = Varvari
- Vržnaver = Vesnaveri
- Vržnaveri = Vesnavari
- Vuki 2 = Vucchi di Buie

#### Z, Ž
- Zabrdo = Zaberda
- Zabrdo = Zabérdo
- Zabrežani = Zabrésani
- Zafrika = Safrica
- Zagorje = Zagòrie
- Zagrad = Sagrà di Coscliacco, Sagrado
- Zagrad = Zagrado
- Žagrići = Zagri
- Zajci = Zaici
- Zajerci = Saierze
- Zaluki = Zaluchi
- Žamask = Zamasco, Zumesco
- Žamaški Dol = Valle di Zamasco
- Zambratija = Zambrattìa
- Zankovići = Zancòvici
- Zarečje = Sarezzo, Arezzo di Pisino
- Zartinj = Giardini
- Zatelovi Dvori = Stanzìa Zatella
- Zatika = Zàttica
- Zatka = Zatca, Zadca
- Zatka-Čepić = Tomelina
- Zatkari = Saccari
- Zavlica = Zaulizza
- Žavori = Zàvori
- Zavrh = Zaverco
- Završje = Piemonte
- Žbandaj = Sbandati
- Žbrlini = Sberlini
- Zeci = Zeci
- Žedina = Zedina
- Žejane = Seiane
- Želiski = Zeleschi, Zilenchi
- Ženodraga = Senandraghi
- Žgalji = Sgali
- Zgombići = Sgombi
- Zgrabljići = Sgràbici, Sgràblici
- Žiganti = Ziganti
- Žlapani = Slàpani
- Žlepčari = Slèpari
- Žmak = Stanzìa Petris
- Žminj = Gimino
- Žminjci = Sminzi
- Žnjidari = Snìdari
- Žnjidarići = Snìdarici
- Žonti 1,2 = Zonti
- Zoričići = Zòrici
- Zotići = Zotici
- Zotici = Zòvici
- Zovići = Zòvici, Zovich
- Zrenj = Stridone
- Zubin = Zubin
- Zubin 2,3 = Zubini di Piemonte, di Gradigne
- Zubinići = Zubinici
- Žudetići = Zudetti, Zudétici
- Žudigi 1,2 = Zùdighi
- Žugaj = Giogai
- Žugani = Ziganti di Bottonega
- Žugčići = Zùghici
- Žuknica = Sunizzari
- Žulići = Zùlici
- Žuljani = Zuliani
- Žunci = Zunzi
- Žuntići = Zonti
- Županeti = Zupanetti
- Županići = Zùpanici
- Župelija = Zuppelìa
- Žustovići = Zustòvici
- Žužići = Zusi

### Fonti normative
- Regio decreto 29 marzo 1923, n. 800, Lezione ufficiale dei nomi dei comuni e di altre località dei territori annessi, convertito in legge 17 aprile 1925, n. 473.